# Kosmoceratops richardsoni
Kosmoceratops (il cui nome significa "faccia cornuta ornata") è un genere estinto di dinosauro ceratopside chasmosaurino vissuto nel Cretaceo superiore, circa 76,4-75,5 milioni di anni fa (Campaniano), in Nord America. Il genere contiene una singola specie, ossia K. richardsoni, i cui esemplari sono stati ritrovati nello Utah, nella Formazione Kaiparowits del Grand Staircase-Escalante National Monument nel 2006 e 2007, tra cui un cranio e uno scheletro postcranico di un individuo adulto e alcuni esemplari parziali subadulti. 

Nel 2010, l'esemplare adulto è stato reso l'olotipo del nuovo genere e specie Kosmoceratops richardsoni; il nome generico, Kosmoceratops significa "faccia cornuta ornato", mentre il nome specifico, richardsoni, rende omaggio a Scott Richardson, che ha rinvenuto gli esemplari conosciuti. Il ritrovamento faceva parte di una serie di scoperte di ceratopsi agli inizi del XXI secolo e Kosmoceratops era considerato assai significativo per via della sua elaborata decorazione del cranio.
Kosmoceratops aveva una lunghezza stimata di 4,5 metri (15 piedi) e un peso di 1,2 tonnellate (1,3 tonnellate corte). Come tutti i ceratopsidi conosciuti, era un animale quadrupede con uno scheletro robusto. Aveva un becco triangolare con una punta appuntita e un corno nasale a lama con una parte superiore appiattita. Mentre nella maggior parte dei ceratopsidi le corna sopraorbitali (sopra gli occhi) erano orientate in avanti o indietro, le corna di Kosmoceratops erano ai lati della testa. Il collare era corto, e dotato di piccole finestre parietali (aperture sulla superficie del collare), su cui sul bordo superiore erano presenti dieci processi ossei a forma di uncino, di cui otto ricurvi in avanti e due che puntavano ai lati, mentre lungo i lati del collare erano presenti otto epiparietali o osteodermi più piccoli e rotondeggianti, su ciascun lato. Con quindici corna ben sviluppate e strutture ossee lungo tutto il collare, Kosmoceratops possedeva il cranio più ornato di qualsiasi specie di dinosauro conosciuta. Kosmoceratops era un ceratopside appartenente alla sottofamiglia Chasmosaurinae e originariamente era stato suggerito come il parente più stretto di Vagaceratops (che possedeva anch'esso processi epiparietali ricurvi in avanti sul bordo superiore del collare) sebbene ciò sia dibattuto, e alcuni autori pensano che quest'ultimo sia più vicino a Chasmosaurus. Kosmoceratops è anche considerato strettamente correlato a Spiclypeus, che possedeva un arricciamento degli epiparietali simile.
Gli studi sull'istologia ossea mostrano che Kosmoceratops cresceva rapidamente e aveva un metabolismo elevato, simile ai moderni uccelli e mammiferi. I denti dei ceratopsidi erano adattati allo sminuzzamento di piante fibrose; alcuni coproliti (sterco fossilizzato) rinvenuti nella Formazione Kaiparowits contengono tracce di legno e potrebbero essere stati prodotti da ceratopsidi. Sono state proposte diverse ipotesi sulla funzione effettiva delle corna e del collare dei ceratopsidi, tra cui come display sessuale per attirare un partner o intimidire i rivali, per i combattimenti intraspecifici e per il riconoscimento delle specie. La Formazione Kaiparowits risale al tardo Campaniano e si depositò in Laramidia, un continente insulare, quando il Nord America era diviso in due subcontinenti dal Mare interno occidentale. Questo ambiente era dominato da vaste zone umide e sosteneva una fauna diversificata, tra cui dinosauri come il chasmosaurino Utahceratops. Basandosi in parte sulla relazione tra Kosmoceratops e altri chasmosaurini vissuti nello stesso periodo, è stato proposto che Laramidia fosse divisa in "province" con zone endemiche separate in cui vivevano diversi dinosauri (questa interpretazione suggerisce che Kosmoceratops nel sud fosse strettamente correlato al geograficamente separato Vagaceratops nel nord), ma questa interpretazione è stata contestata.

## Descrizione

Dimensioni di K. richardsoni

Si stima che Kosmoceratops fosse lungo 4,5 metri (15 piedi), per un peso di 1,2 tonnellate (1,3 tonnellate corte). Come tutti i ceratopsidi, si trattava di un erbivoro quadrupede con una struttura corporea robusta, una grande bacino e una coda relativamente corta. Le fauci presentavano lunghe file di denti che formavano complesse batterie dentali adatti a tagliare e triturare, mentre il muso terminava in un becco senza denti, adatto a strappare. Il becco premascellare di Kosmoceratopsera era triangolare e l'osso rostrale più anteriore che lo componeva era appuntito, con una punta a uncino che sporgeva in avanti e verso il basso. Il nucleo osseo del corno nasale (la "base" ossea da cui cresceva il corno nasale) era piuttosto insolito tra i chasmosaurini in quanto simile a una lama, con una base allungata e stretta da un lato all'altro e con una parte superiore appiattita, in una forma complessivamente quadrangolare e posizionata relativamente in alto sul muso. La naris (apertura ossea della narice) era diversa da quella di altri ceratopsidi in quanto alta, relativamente stretta, e distintamente a forma di ellisse (piuttosto che quasi circolare), con una pronunciata inclinazione posteriore. Anche il montante nariale della premascella (che si estendeva dal fondo della cavità nasale alla cima) era inclinato all'indietro, una caratteristica osservata anche in Anchiceratops e Arrhinoceratops, e il processo nariale che sporgeva all'indietro e sulla premascella era un polo triangolare.

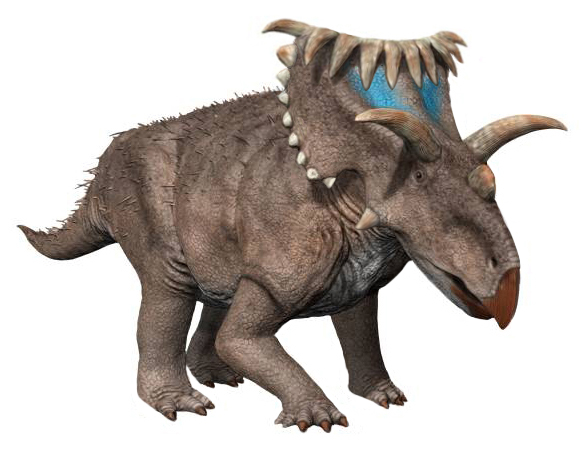
Ricostruzione di K. richardsoni

La regione intorno alle orbite era distintiva; mentre la maggior parte dei chasmosaurini presentava corni sopraorbitali (corna sopra le orbite) orientate in avanti o all'indietro, Kosmoceratops e Utahceratops avevano corna orientate verso i lati della testa, superficialmente simili a quelli dei moderni bisonti. Tuttavia, rispetto ai corni corti e spuntati di Utahceratops, quelli di Kosmoceratops erano più allungati, sottili, ricurvi e appuntiti. Tra le orbite sul tetto del cranio era presente una piccola gobba pronunciata, osservata in pochi altri ceratopsidi, come Diabloceratops. Come tipico per i chasmosaurini oltre a Chasmosaurus, presentava ossificazioni epiugali relativamente grandi (le "corna sulle guance"). Le finestre temporali laterali (aperture ai lati del cranio) erano alte e strette.

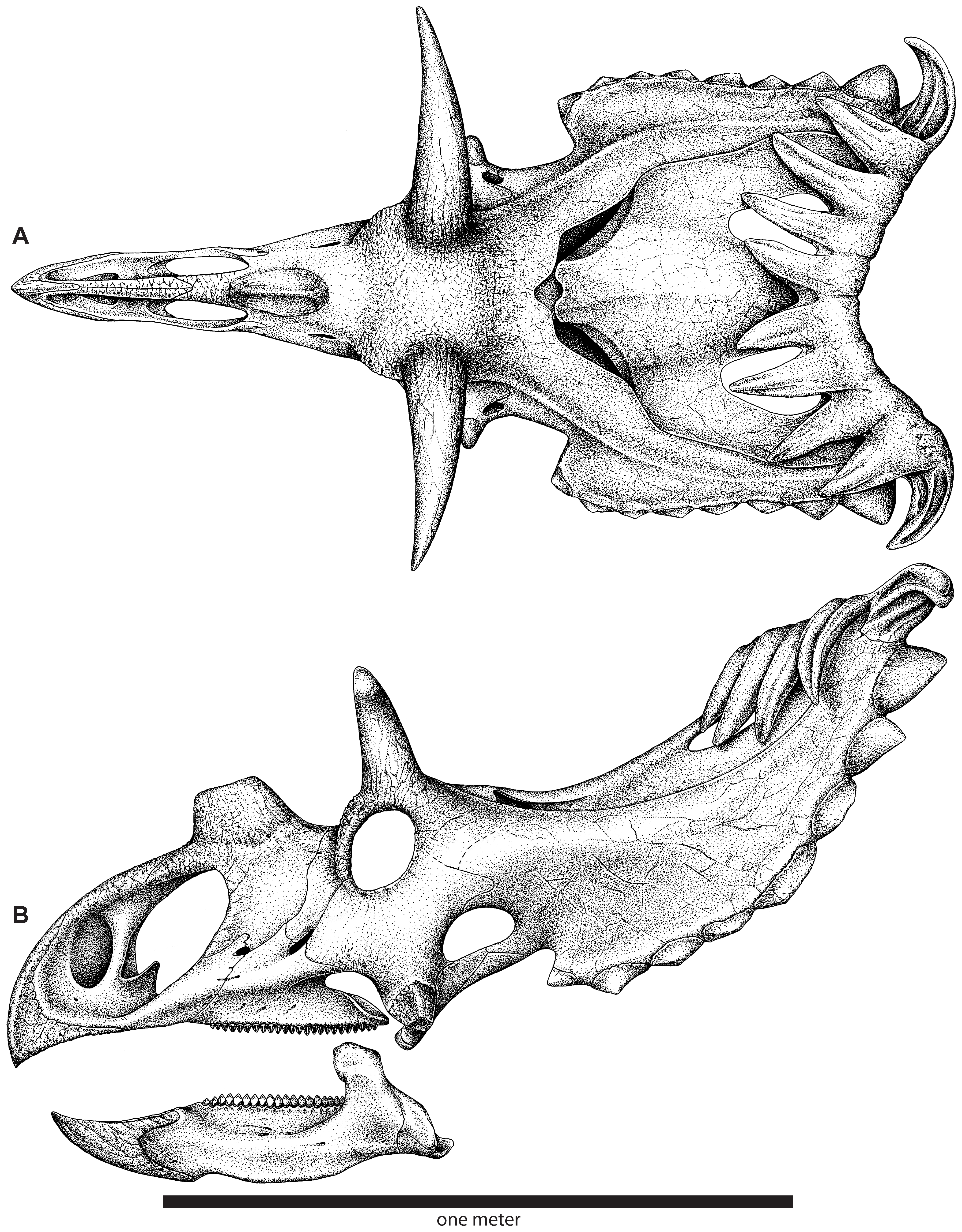
Diagramma del cranio in vista dorsale e laterale

Il collare parietosquamosale (formato dalle ossa parietali e squamosali) di Kosmoceratops era molto derivato (o "evoluto"), condividendo diverse caratteristiche solo con Vagaceratops. Ciò include la forma del collare basso e largo, con piccole finestre parietali (aperture nel collare) posizionate in alto nel collare, e la presenza di dieci epiossificazioni a uncino (le ossificazioni o osteodermi ornamentali che formavano la corona sul margine dorsale del collare) sul margine dorsale del collare. Tuttavia, l'ornamentazione del collare di Kosmoceratops era più estrema di quella di Vagaceratops; la sua larghezza era circa il doppio della sua lunghezza (misurata attraverso la superficie dell'osso), con finestre parietali molto più piccole e posizionate più in alto, e presentava epiossificazioni più allungate e distinte sul margine posteriore. Sebbene i chasmosaurini siano tradizionalmente considerati i ceratopsidi "a collare lungo", Kosmoceratops aveva un collare più corto rispetto alla sua larghezza tra tutti i chasmosaurini, e possedeva le finestre parietali più piccole rispetto alla superficie totale del collare rispetto a qualsiasi altro ceratopside. Le ossa squamosali di Kosmoceratops erano fortemente curve in vista laterale e i loro margini laterali erano paralleli in vista dorsale. Le ossa parietali non sporgevano oltre gli squamosali e presentavano margini posteriori a forma di V, con emarginazione (una serie di tacche) che si estendeva su tutta la loro larghezza.
Le epossificazioni sulle ossa di squamosali di Kosmoceratops crescevano progressivamente in taglia verso la parte posteriore del collare. Vi erano cinque epiossificazioni ben sviluppate per lato sul margine posteriore del collare: tre epiparietali curve in avanti (ep. 1-3) sull'osso parietale, una epiparietosquamosale (esp.) curva in avanti sul confine tra le ossa parietali e squamosali, e una episquamosale (es. 1) sull'osso squamosale di forma ricurva e che puntava verso il lato. Gli epiparietali curvi in avanti presentavano solchi (scanalature) prominenti e le loro basi erano coalizzate. Con quindici epossificazioni ben sviluppate e strutture simili a corna, Kosmoceratops possedeva il cranio più ornato di tutti i dinosauri conosciuti; al collare si aggiungevano inoltre il curioso e basso corno nasale, le due corna sopraorbitali, e i due epiugali sugli zigomi. L'esemplare subadulto UMNH VP 16878, presentava lo stesso numero e la stessa forma degli epiossificazioni dell'olotipo adulto, rendendo possibile distinguere lo stadio di crescita subadulto di Kosmoceratops da quello di Utahceratops.

## Classificazione
Sono noti due cladi (gruppi costituiti da tutti i taxa che condividono un antenato comune) principali di dinosauri ceratopsidi: i Centrosaurinae e i Chasmosaurinae, riconosciuti principalmente sulla base dell'elaborata decorazione dei loro collari e della posizione delle corna. Nel 2010, Sampson e colleghi collocarono Kosmoceratops in quest'ultimo gruppo per via della sua premascella contenente una struttura nariale e un processo triangolare, nonché per la presenza di un osso squamosale allungato. Le loro analisi filogenetiche dimostrano che Kosmoceratops è il sister taxon di Vagaceratops, in un clade raggruppato con altri chasmosaurini derivati vissuti nelle ultime fasi del Campaniano e del Maastrichtiano del Cretaceo superiore, che include anche Triceratops, ma non strettamente imparentato con Chasmosaurus che risulta essere più basale (o "primitivo"). Nel 2011, il paleontologo Jordan C. Mallon e colleghi trovarono ulteriore supporto per il clade contenente Kosmoceratops e Vagaceratops, così come i paleontologi Steven L. Wick e Thomas M. Lehman, nel 2013.
Nel 2011 e nel 2014, Longrich affermò che le uniche specie di Vagaceratops dovessero essere inserite nel genere Chasmosaurus, dove erano originariamente collocate (sotto il nome di Chasmosaurus irvinensis), mentre Kosmoceratops non poteva essere strettamente raggruppato con altri taxa. Nel suo articolo del 2015, che non ha superato la revisione tra pari, Longrich sostenne che la somiglianza tra i collari dei due era dovuta a una convergenza evolutiva, affermando che le dieci epiossificazioni sul retro del collare di C. irvinensis (o Vagaceratops, che all'epoca aveva concesso potesse essere un genere distinto) si trovavano sulle ossa parietali mentre in Kosmoceratops erano posizionate sia sulle ossa parietali sia su quelle squamosali. In una tesi di Master del 2014, Campbell dichiarò che Sampson e i suoi colleghi avevano inizialmente identificato tutte e dieci le epiossificazioni sul margine posteriore del collare dell'esemplare adulto come epiparietali, prima di rendersi conto che solo sei di loro erano epiparietali dopo aver esaminato l'esemplare subadulto, dove le suture tra le ossa parietali e squamosali erano più evidenti (le suture si fondono e diventano meno evidenti con l'età). Sampson e colleghi hanno quindi reinterpretato anche il modello di epiossificazioni in Vagaceratops allo stesso modo, ma Campbell suggerì che avesse invece quattro o cinque epiparietali, trovando quindi che era il sister taxon di Chasmosaurus piuttosto che di Kosmoceratops. Nel 2016, Campbell e colleghi riconvalidarono questa teoria, e nel 2019 considerarono V. irvinensis come una specie di Chasmosaurus.
In un estratto di una conferenza del 2011, il paleontologo Denver W. Fowler e colleghi hanno suggerito che molti generi di ceratopsidi erano semplicemente morph ontogenetici (o fasi di crescita) di altri generi e che Kosmoceratops era uno stadio immaturo di C. irvinensis (in cui l'ornamentazione del collare si riduceva con l'età). Nel 2015, i paleontologi Caleb M. Brown e Donald M. Henderson testarono un nuovo sistema per omologia tra le epiossificazioni di diversi chasmosaurini, e trovò un clade contenente Kosmoceratops richardsoni e Vagaceratops irvinensis come sister taxon di tutti gli altri chasmosaurini, contrariamente agli studi precedenti. In un libro popolare del 2016, il paleontologo Gregory S. Paul ha suggerito che Kosmoceratops e Vagaceratops non erano abbastanza distinti da Chasmosaurus per giustificare il loro genere e che le loro specie dovessero essere collocate all'interno di quest'ultimo (o in alternativa che i due dovrebbero essere uniti sotto il genere Kosmoceratops), il che avrebbe sinonimizzato diversi chasmosaurini in Chasmosaurus. La maggior parte dei generi di ceratopsidi è generalmente considerata monotipica (contenente una singola specie).

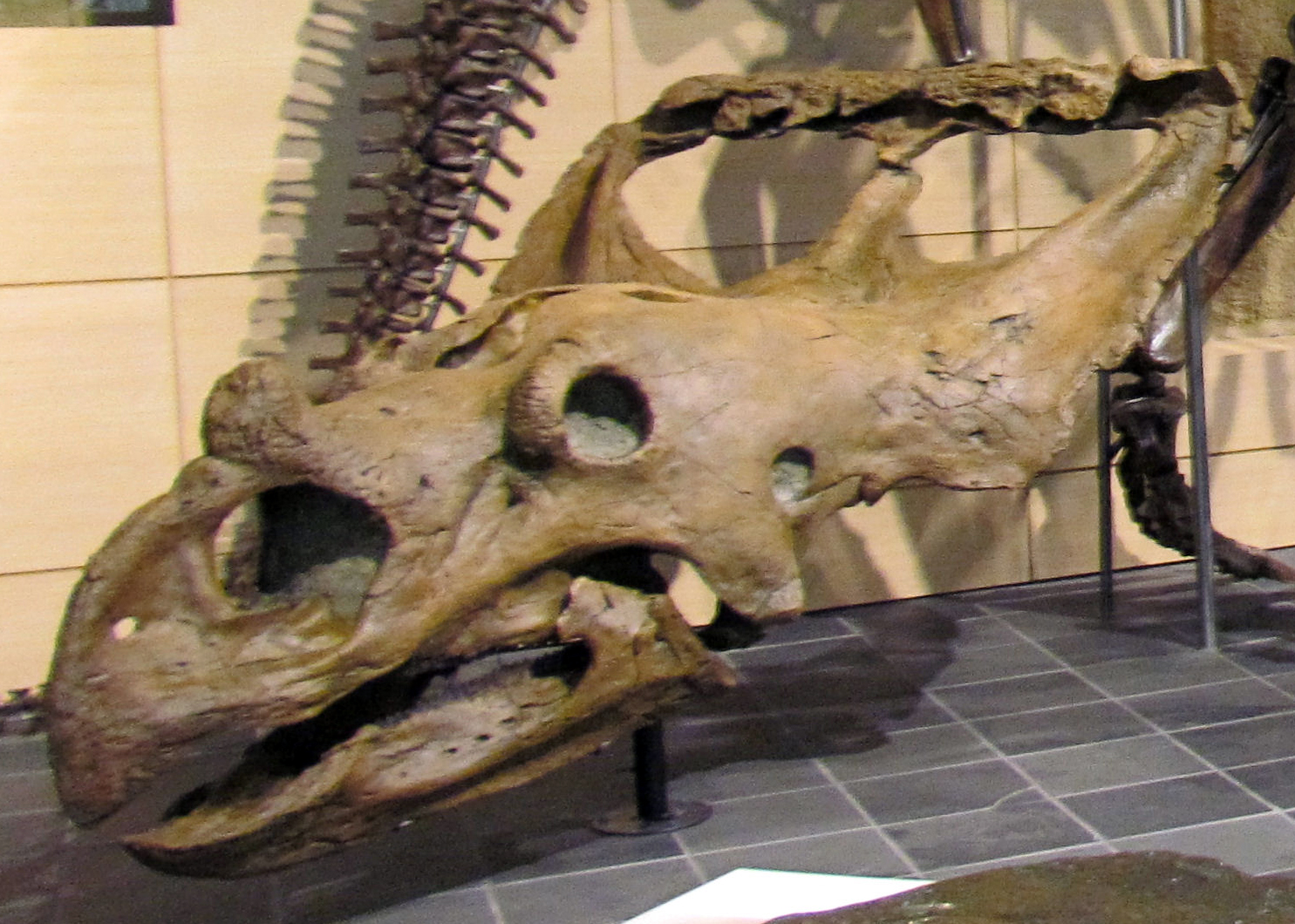
Crani di Vagaceratops (da notare le epiossificazioni curve sul collare); è ancora in discussione se questo animale fosse strettamente correlato a Kosmoceratops o a Chasmosaurus

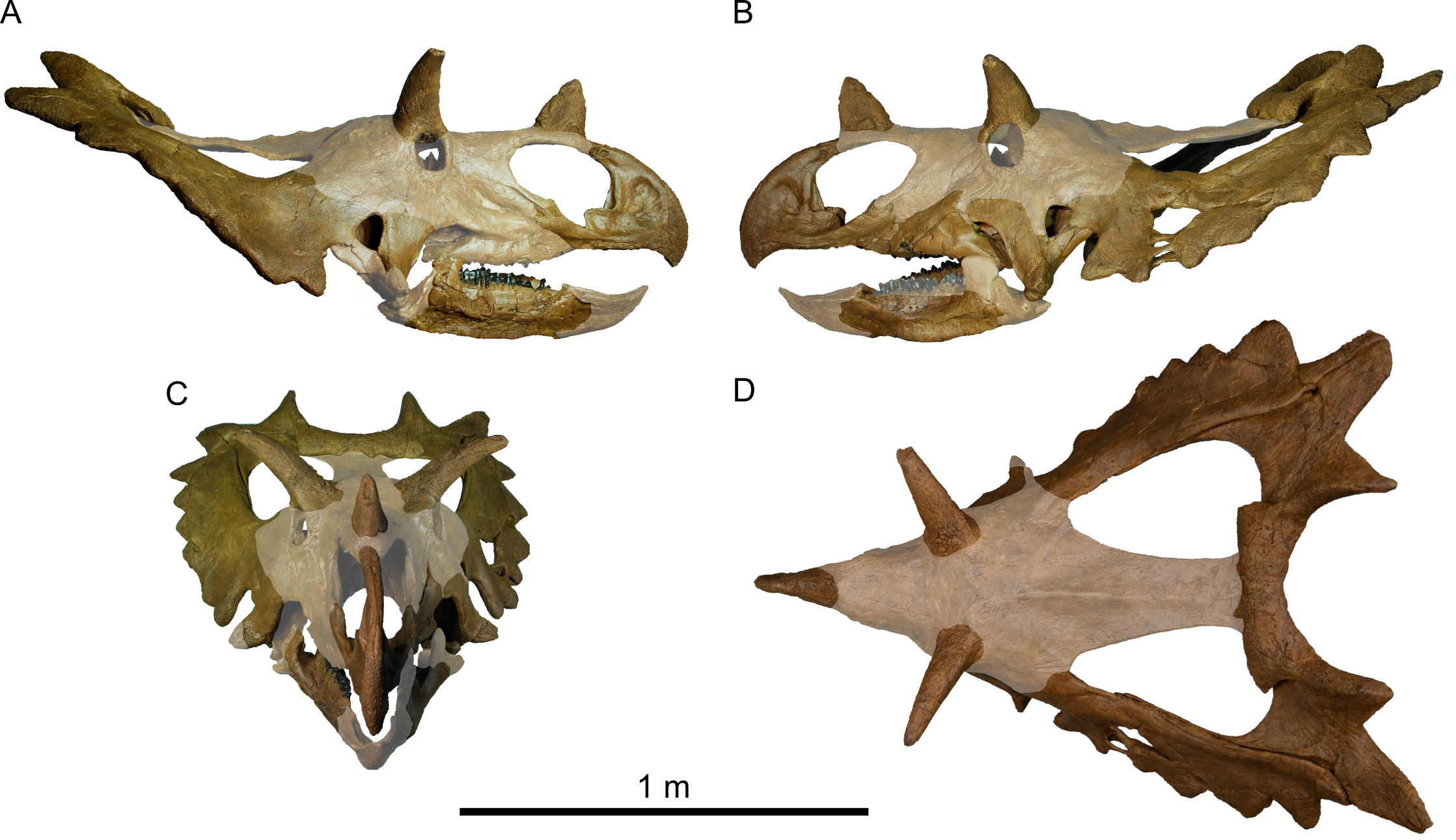
Le epiossificazioni curve in avanti sul centro del collare in Spiclypeus potrebbero rappresentare una transizione verso la condizione vista in Kosmoceratops

Nel 2016, Mallon e colleghi scoprirono che Kosmoceratops e Vagaceratops formano un clade, con il nuovo genere Spiclypeus come sister taxon. Sebbene Mallon e colleghi presero atto della scelta di alcuni ricercatori per il raggruppamento di Vagaceratops in Chasmosaurus, ma consideravano l'arricciamento delle epiossificazioni troppo distintive, suggerendo che Spiclypeus possa fornirci indizi per spiegare l'evoluzione di questa caratteristica. Suggerirono quindi che la curvatura di queste epiossificazioni si verificò gradualmente nel lignaggio che portò a Kosmoceratops, con l'arricciamento della parte centrale del collare prima, seguita poi dal resto del collare. Questo processo si sarebbe verificato prima dell'accorciamento del collare e della costrizione della finestra parietale, poiché queste caratteristiche erano nelle loro condizioni più "primitive" e inalterata in Spiclypeus. Nonostante Spiclypeus sia apparentemente una forma di transizione in questo senso, visse più o meno allo stesso periodo di Kosmoceratops e quindi non avrebbe potuto esserne ancestrale. Il cladogramma seguente si basa sull'analisi di Mallon e colleghi (2016):
|  | Spiclypeus shipporum                                                                  |
|  |                                                                                       |
|  | \| \| Kosmoceratops richardsoni \| \| \| \| \| \| Vagaceratops irvinensis \| \| \| \| |
|  |                                                                                       |
|  | Kosmoceratops richardsoni                                                             |
|  |                                                                                       |
|  | Vagaceratops irvinensis                                                               |
|  |                                                                                       |

|  | Kosmoceratops richardsoni |
|  |                           |
|  | Vagaceratops irvinensis   |
|  |                           |

|  | Spiclypeus shipporum                                                                  |
|  |                                                                                       |
|  | \| \| Kosmoceratops richardsoni \| \| \| \| \| \| Vagaceratops irvinensis \| \| \| \| |
|  |                                                                                       |
|  | Kosmoceratops richardsoni                                                             |
|  |                                                                                       |
|  | Vagaceratops irvinensis                                                               |
|  |                                                                                       |

|  | Kosmoceratops richardsoni |
|  |                           |
|  | Vagaceratops irvinensis   |
|  |                           |

|  | Spiclypeus shipporum                                                                  |
|  |                                                                                       |
|  | \| \| Kosmoceratops richardsoni \| \| \| \| \| \| Vagaceratops irvinensis \| \| \| \| |
|  |                                                                                       |
|  | Kosmoceratops richardsoni                                                             |
|  |                                                                                       |
|  | Vagaceratops irvinensis                                                               |
|  |                                                                                       |

|  | Kosmoceratops richardsoni |
|  |                           |
|  | Vagaceratops irvinensis   |
|  |                           |

|  | Spiclypeus shipporum                                                                  |
|  |                                                                                       |
|  | \| \| Kosmoceratops richardsoni \| \| \| \| \| \| Vagaceratops irvinensis \| \| \| \| |
|  |                                                                                       |
|  | Kosmoceratops richardsoni                                                             |
|  |                                                                                       |
|  | Vagaceratops irvinensis                                                               |
|  |                                                                                       |

|  | Kosmoceratops richardsoni |
|  |                           |
|  | Vagaceratops irvinensis   |
|  |                           |

|  | Mojoceratops perifania                                                       |
|  |                                                                              |
|  | \| \| Chasmosaurus belli \| \| \| \| \| \| Chasmosaurus russelli \| \| \| \| |
|  |                                                                              |
|  | Chasmosaurus belli                                                           |
|  |                                                                              |
|  | Chasmosaurus russelli                                                        |
|  |                                                                              |

|  | Chasmosaurus belli    |
|  |                       |
|  | Chasmosaurus russelli |
|  |                       |

|  | Mojoceratops perifania                                                       |
|  |                                                                              |
|  | \| \| Chasmosaurus belli \| \| \| \| \| \| Chasmosaurus russelli \| \| \| \| |
|  |                                                                              |
|  | Chasmosaurus belli                                                           |
|  |                                                                              |
|  | Chasmosaurus russelli                                                        |
|  |                                                                              |

|  | Chasmosaurus belli    |
|  |                       |
|  | Chasmosaurus russelli |
|  |                       |

|  | Spiclypeus shipporum                                                                  |
|  |                                                                                       |
|  | \| \| Kosmoceratops richardsoni \| \| \| \| \| \| Vagaceratops irvinensis \| \| \| \| |
|  |                                                                                       |
|  | Kosmoceratops richardsoni                                                             |
|  |                                                                                       |
|  | Vagaceratops irvinensis                                                               |
|  |                                                                                       |

|  | Kosmoceratops richardsoni |
|  |                           |
|  | Vagaceratops irvinensis   |
|  |                           |

|  | Spiclypeus shipporum                                                                  |
|  |                                                                                       |
|  | \| \| Kosmoceratops richardsoni \| \| \| \| \| \| Vagaceratops irvinensis \| \| \| \| |
|  |                                                                                       |
|  | Kosmoceratops richardsoni                                                             |
|  |                                                                                       |
|  | Vagaceratops irvinensis                                                               |
|  |                                                                                       |

|  | Kosmoceratops richardsoni |
|  |                           |
|  | Vagaceratops irvinensis   |
|  |                           |

|  | Spiclypeus shipporum                                                                  |
|  |                                                                                       |
|  | \| \| Kosmoceratops richardsoni \| \| \| \| \| \| Vagaceratops irvinensis \| \| \| \| |
|  |                                                                                       |
|  | Kosmoceratops richardsoni                                                             |
|  |                                                                                       |
|  | Vagaceratops irvinensis                                                               |
|  |                                                                                       |

|  | Kosmoceratops richardsoni |
|  |                           |
|  | Vagaceratops irvinensis   |
|  |                           |

|  | Spiclypeus shipporum                                                                  |
|  |                                                                                       |
|  | \| \| Kosmoceratops richardsoni \| \| \| \| \| \| Vagaceratops irvinensis \| \| \| \| |
|  |                                                                                       |
|  | Kosmoceratops richardsoni                                                             |
|  |                                                                                       |
|  | Vagaceratops irvinensis                                                               |
|  |                                                                                       |

|  | Kosmoceratops richardsoni |
|  |                           |
|  | Vagaceratops irvinensis   |
|  |                           |

|  | Mojoceratops perifania                                                       |
|  |                                                                              |
|  | \| \| Chasmosaurus belli \| \| \| \| \| \| Chasmosaurus russelli \| \| \| \| |
|  |                                                                              |
|  | Chasmosaurus belli                                                           |
|  |                                                                              |
|  | Chasmosaurus russelli                                                        |
|  |                                                                              |

|  | Chasmosaurus belli    |
|  |                       |
|  | Chasmosaurus russelli |
|  |                       |

|  | Mojoceratops perifania                                                       |
|  |                                                                              |
|  | \| \| Chasmosaurus belli \| \| \| \| \| \| Chasmosaurus russelli \| \| \| \| |
|  |                                                                              |
|  | Chasmosaurus belli                                                           |
|  |                                                                              |
|  | Chasmosaurus russelli                                                        |
|  |                                                                              |

|  | Chasmosaurus belli    |
|  |                       |
|  | Chasmosaurus russelli |
|  |                       |

|  | Spiclypeus shipporum                                                                  |
|  |                                                                                       |
|  | \| \| Kosmoceratops richardsoni \| \| \| \| \| \| Vagaceratops irvinensis \| \| \| \| |
|  |                                                                                       |
|  | Kosmoceratops richardsoni                                                             |
|  |                                                                                       |
|  | Vagaceratops irvinensis                                                               |
|  |                                                                                       |

|  | Kosmoceratops richardsoni |
|  |                           |
|  | Vagaceratops irvinensis   |
|  |                           |

|  | Spiclypeus shipporum                                                                  |
|  |                                                                                       |
|  | \| \| Kosmoceratops richardsoni \| \| \| \| \| \| Vagaceratops irvinensis \| \| \| \| |
|  |                                                                                       |
|  | Kosmoceratops richardsoni                                                             |
|  |                                                                                       |
|  | Vagaceratops irvinensis                                                               |
|  |                                                                                       |

|  | Kosmoceratops richardsoni |
|  |                           |
|  | Vagaceratops irvinensis   |
|  |                           |

|  | Spiclypeus shipporum                                                                  |
|  |                                                                                       |
|  | \| \| Kosmoceratops richardsoni \| \| \| \| \| \| Vagaceratops irvinensis \| \| \| \| |
|  |                                                                                       |
|  | Kosmoceratops richardsoni                                                             |
|  |                                                                                       |
|  | Vagaceratops irvinensis                                                               |
|  |                                                                                       |

|  | Kosmoceratops richardsoni |
|  |                           |
|  | Vagaceratops irvinensis   |
|  |                           |

|  | Spiclypeus shipporum                                                                  |
|  |                                                                                       |
|  | \| \| Kosmoceratops richardsoni \| \| \| \| \| \| Vagaceratops irvinensis \| \| \| \| |
|  |                                                                                       |
|  | Kosmoceratops richardsoni                                                             |
|  |                                                                                       |
|  | Vagaceratops irvinensis                                                               |
|  |                                                                                       |

|  | Kosmoceratops richardsoni |
|  |                           |
|  | Vagaceratops irvinensis   |
|  |                           |

|  | Mojoceratops perifania                                                       |
|  |                                                                              |
|  | \| \| Chasmosaurus belli \| \| \| \| \| \| Chasmosaurus russelli \| \| \| \| |
|  |                                                                              |
|  | Chasmosaurus belli                                                           |
|  |                                                                              |
|  | Chasmosaurus russelli                                                        |
|  |                                                                              |

|  | Chasmosaurus belli    |
|  |                       |
|  | Chasmosaurus russelli |
|  |                       |

|  | Mojoceratops perifania                                                       |
|  |                                                                              |
|  | \| \| Chasmosaurus belli \| \| \| \| \| \| Chasmosaurus russelli \| \| \| \| |
|  |                                                                              |
|  | Chasmosaurus belli                                                           |
|  |                                                                              |
|  | Chasmosaurus russelli                                                        |
|  |                                                                              |

|  | Chasmosaurus belli    |
|  |                       |
|  | Chasmosaurus russelli |
|  |                       |

|  | Spiclypeus shipporum                                                                  |
|  |                                                                                       |
|  | \| \| Kosmoceratops richardsoni \| \| \| \| \| \| Vagaceratops irvinensis \| \| \| \| |
|  |                                                                                       |
|  | Kosmoceratops richardsoni                                                             |
|  |                                                                                       |
|  | Vagaceratops irvinensis                                                               |
|  |                                                                                       |

|  | Kosmoceratops richardsoni |
|  |                           |
|  | Vagaceratops irvinensis   |
|  |                           |

|  | Spiclypeus shipporum                                                                  |
|  |                                                                                       |
|  | \| \| Kosmoceratops richardsoni \| \| \| \| \| \| Vagaceratops irvinensis \| \| \| \| |
|  |                                                                                       |
|  | Kosmoceratops richardsoni                                                             |
|  |                                                                                       |
|  | Vagaceratops irvinensis                                                               |
|  |                                                                                       |

|  | Kosmoceratops richardsoni |
|  |                           |
|  | Vagaceratops irvinensis   |
|  |                           |

|  | Spiclypeus shipporum                                                                  |
|  |                                                                                       |
|  | \| \| Kosmoceratops richardsoni \| \| \| \| \| \| Vagaceratops irvinensis \| \| \| \| |
|  |                                                                                       |
|  | Kosmoceratops richardsoni                                                             |
|  |                                                                                       |
|  | Vagaceratops irvinensis                                                               |
|  |                                                                                       |

|  | Kosmoceratops richardsoni |
|  |                           |
|  | Vagaceratops irvinensis   |
|  |                           |

|  | Spiclypeus shipporum                                                                  |
|  |                                                                                       |
|  | \| \| Kosmoceratops richardsoni \| \| \| \| \| \| Vagaceratops irvinensis \| \| \| \| |
|  |                                                                                       |
|  | Kosmoceratops richardsoni                                                             |
|  |                                                                                       |
|  | Vagaceratops irvinensis                                                               |
|  |                                                                                       |

|  | Kosmoceratops richardsoni |
|  |                           |
|  | Vagaceratops irvinensis   |
|  |                           |

|  | Mojoceratops perifania                                                       |
|  |                                                                              |
|  | \| \| Chasmosaurus belli \| \| \| \| \| \| Chasmosaurus russelli \| \| \| \| |
|  |                                                                              |
|  | Chasmosaurus belli                                                           |
|  |                                                                              |
|  | Chasmosaurus russelli                                                        |
|  |                                                                              |

|  | Chasmosaurus belli    |
|  |                       |
|  | Chasmosaurus russelli |
|  |                       |

|  | Mojoceratops perifania                                                       |
|  |                                                                              |
|  | \| \| Chasmosaurus belli \| \| \| \| \| \| Chasmosaurus russelli \| \| \| \| |
|  |                                                                              |
|  | Chasmosaurus belli                                                           |
|  |                                                                              |
|  | Chasmosaurus russelli                                                        |
|  |                                                                              |

|  | Chasmosaurus belli    |
|  |                       |
|  | Chasmosaurus russelli |
|  |                       |

|  | Anchiceratops ornatus                                                        |
|  |                                                                              |
|  | Regaliceratops peterhewsi                                                    |
|  |                                                                              |
|  | \| \| Arrhinoceratops brachyops \| \| \| \| \| \| Triceratopsini \| \| \| \| |
|  |                                                                              |
|  | Arrhinoceratops brachyops                                                    |
|  |                                                                              |
|  | Triceratopsini                                                               |
|  |                                                                              |

|  | Arrhinoceratops brachyops |
|  |                           |
|  | Triceratopsini            |
|  |                           |

|  | Spiclypeus shipporum                                                                  |
|  |                                                                                       |
|  | \| \| Kosmoceratops richardsoni \| \| \| \| \| \| Vagaceratops irvinensis \| \| \| \| |
|  |                                                                                       |
|  | Kosmoceratops richardsoni                                                             |
|  |                                                                                       |
|  | Vagaceratops irvinensis                                                               |
|  |                                                                                       |

|  | Kosmoceratops richardsoni |
|  |                           |
|  | Vagaceratops irvinensis   |
|  |                           |

|  | Spiclypeus shipporum                                                                  |
|  |                                                                                       |
|  | \| \| Kosmoceratops richardsoni \| \| \| \| \| \| Vagaceratops irvinensis \| \| \| \| |
|  |                                                                                       |
|  | Kosmoceratops richardsoni                                                             |
|  |                                                                                       |
|  | Vagaceratops irvinensis                                                               |
|  |                                                                                       |

|  | Kosmoceratops richardsoni |
|  |                           |
|  | Vagaceratops irvinensis   |
|  |                           |

|  | Spiclypeus shipporum                                                                  |
|  |                                                                                       |
|  | \| \| Kosmoceratops richardsoni \| \| \| \| \| \| Vagaceratops irvinensis \| \| \| \| |
|  |                                                                                       |
|  | Kosmoceratops richardsoni                                                             |
|  |                                                                                       |
|  | Vagaceratops irvinensis                                                               |
|  |                                                                                       |

|  | Kosmoceratops richardsoni |
|  |                           |
|  | Vagaceratops irvinensis   |
|  |                           |

|  | Spiclypeus shipporum                                                                  |
|  |                                                                                       |
|  | \| \| Kosmoceratops richardsoni \| \| \| \| \| \| Vagaceratops irvinensis \| \| \| \| |
|  |                                                                                       |
|  | Kosmoceratops richardsoni                                                             |
|  |                                                                                       |
|  | Vagaceratops irvinensis                                                               |
|  |                                                                                       |

|  | Kosmoceratops richardsoni |
|  |                           |
|  | Vagaceratops irvinensis   |
|  |                           |

|  | Mojoceratops perifania                                                       |
|  |                                                                              |
|  | \| \| Chasmosaurus belli \| \| \| \| \| \| Chasmosaurus russelli \| \| \| \| |
|  |                                                                              |
|  | Chasmosaurus belli                                                           |
|  |                                                                              |
|  | Chasmosaurus russelli                                                        |
|  |                                                                              |

|  | Chasmosaurus belli    |
|  |                       |
|  | Chasmosaurus russelli |
|  |                       |

|  | Mojoceratops perifania                                                       |
|  |                                                                              |
|  | \| \| Chasmosaurus belli \| \| \| \| \| \| Chasmosaurus russelli \| \| \| \| |
|  |                                                                              |
|  | Chasmosaurus belli                                                           |
|  |                                                                              |
|  | Chasmosaurus russelli                                                        |
|  |                                                                              |

|  | Chasmosaurus belli    |
|  |                       |
|  | Chasmosaurus russelli |
|  |                       |

|  | Spiclypeus shipporum                                                                  |
|  |                                                                                       |
|  | \| \| Kosmoceratops richardsoni \| \| \| \| \| \| Vagaceratops irvinensis \| \| \| \| |
|  |                                                                                       |
|  | Kosmoceratops richardsoni                                                             |
|  |                                                                                       |
|  | Vagaceratops irvinensis                                                               |
|  |                                                                                       |

|  | Kosmoceratops richardsoni |
|  |                           |
|  | Vagaceratops irvinensis   |
|  |                           |

|  | Spiclypeus shipporum                                                                  |
|  |                                                                                       |
|  | \| \| Kosmoceratops richardsoni \| \| \| \| \| \| Vagaceratops irvinensis \| \| \| \| |
|  |                                                                                       |
|  | Kosmoceratops richardsoni                                                             |
|  |                                                                                       |
|  | Vagaceratops irvinensis                                                               |
|  |                                                                                       |

|  | Kosmoceratops richardsoni |
|  |                           |
|  | Vagaceratops irvinensis   |
|  |                           |

|  | Spiclypeus shipporum                                                                  |
|  |                                                                                       |
|  | \| \| Kosmoceratops richardsoni \| \| \| \| \| \| Vagaceratops irvinensis \| \| \| \| |
|  |                                                                                       |
|  | Kosmoceratops richardsoni                                                             |
|  |                                                                                       |
|  | Vagaceratops irvinensis                                                               |
|  |                                                                                       |

|  | Kosmoceratops richardsoni |
|  |                           |
|  | Vagaceratops irvinensis   |
|  |                           |

|  | Spiclypeus shipporum                                                                  |
|  |                                                                                       |
|  | \| \| Kosmoceratops richardsoni \| \| \| \| \| \| Vagaceratops irvinensis \| \| \| \| |
|  |                                                                                       |
|  | Kosmoceratops richardsoni                                                             |
|  |                                                                                       |
|  | Vagaceratops irvinensis                                                               |
|  |                                                                                       |

|  | Kosmoceratops richardsoni |
|  |                           |
|  | Vagaceratops irvinensis   |
|  |                           |

|  | Mojoceratops perifania                                                       |
|  |                                                                              |
|  | \| \| Chasmosaurus belli \| \| \| \| \| \| Chasmosaurus russelli \| \| \| \| |
|  |                                                                              |
|  | Chasmosaurus belli                                                           |
|  |                                                                              |
|  | Chasmosaurus russelli                                                        |
|  |                                                                              |

|  | Chasmosaurus belli    |
|  |                       |
|  | Chasmosaurus russelli |
|  |                       |

|  | Mojoceratops perifania                                                       |
|  |                                                                              |
|  | \| \| Chasmosaurus belli \| \| \| \| \| \| Chasmosaurus russelli \| \| \| \| |
|  |                                                                              |
|  | Chasmosaurus belli                                                           |
|  |                                                                              |
|  | Chasmosaurus russelli                                                        |
|  |                                                                              |

|  | Chasmosaurus belli    |
|  |                       |
|  | Chasmosaurus russelli |
|  |                       |

|  | Spiclypeus shipporum                                                                  |
|  |                                                                                       |
|  | \| \| Kosmoceratops richardsoni \| \| \| \| \| \| Vagaceratops irvinensis \| \| \| \| |
|  |                                                                                       |
|  | Kosmoceratops richardsoni                                                             |
|  |                                                                                       |
|  | Vagaceratops irvinensis                                                               |
|  |                                                                                       |

|  | Kosmoceratops richardsoni |
|  |                           |
|  | Vagaceratops irvinensis   |
|  |                           |

|  | Spiclypeus shipporum                                                                  |
|  |                                                                                       |
|  | \| \| Kosmoceratops richardsoni \| \| \| \| \| \| Vagaceratops irvinensis \| \| \| \| |
|  |                                                                                       |
|  | Kosmoceratops richardsoni                                                             |
|  |                                                                                       |
|  | Vagaceratops irvinensis                                                               |
|  |                                                                                       |

|  | Kosmoceratops richardsoni |
|  |                           |
|  | Vagaceratops irvinensis   |
|  |                           |

|  | Spiclypeus shipporum                                                                  |
|  |                                                                                       |
|  | \| \| Kosmoceratops richardsoni \| \| \| \| \| \| Vagaceratops irvinensis \| \| \| \| |
|  |                                                                                       |
|  | Kosmoceratops richardsoni                                                             |
|  |                                                                                       |
|  | Vagaceratops irvinensis                                                               |
|  |                                                                                       |

|  | Kosmoceratops richardsoni |
|  |                           |
|  | Vagaceratops irvinensis   |
|  |                           |

|  | Spiclypeus shipporum                                                                  |
|  |                                                                                       |
|  | \| \| Kosmoceratops richardsoni \| \| \| \| \| \| Vagaceratops irvinensis \| \| \| \| |
|  |                                                                                       |
|  | Kosmoceratops richardsoni                                                             |
|  |                                                                                       |
|  | Vagaceratops irvinensis                                                               |
|  |                                                                                       |

|  | Kosmoceratops richardsoni |
|  |                           |
|  | Vagaceratops irvinensis   |
|  |                           |

|  | Mojoceratops perifania                                                       |
|  |                                                                              |
|  | \| \| Chasmosaurus belli \| \| \| \| \| \| Chasmosaurus russelli \| \| \| \| |
|  |                                                                              |
|  | Chasmosaurus belli                                                           |
|  |                                                                              |
|  | Chasmosaurus russelli                                                        |
|  |                                                                              |

|  | Chasmosaurus belli    |
|  |                       |
|  | Chasmosaurus russelli |
|  |                       |

|  | Mojoceratops perifania                                                       |
|  |                                                                              |
|  | \| \| Chasmosaurus belli \| \| \| \| \| \| Chasmosaurus russelli \| \| \| \| |
|  |                                                                              |
|  | Chasmosaurus belli                                                           |
|  |                                                                              |
|  | Chasmosaurus russelli                                                        |
|  |                                                                              |

|  | Chasmosaurus belli    |
|  |                       |
|  | Chasmosaurus russelli |
|  |                       |

|  | Spiclypeus shipporum                                                                  |
|  |                                                                                       |
|  | \| \| Kosmoceratops richardsoni \| \| \| \| \| \| Vagaceratops irvinensis \| \| \| \| |
|  |                                                                                       |
|  | Kosmoceratops richardsoni                                                             |
|  |                                                                                       |
|  | Vagaceratops irvinensis                                                               |
|  |                                                                                       |

|  | Kosmoceratops richardsoni |
|  |                           |
|  | Vagaceratops irvinensis   |
|  |                           |

|  | Spiclypeus shipporum                                                                  |
|  |                                                                                       |
|  | \| \| Kosmoceratops richardsoni \| \| \| \| \| \| Vagaceratops irvinensis \| \| \| \| |
|  |                                                                                       |
|  | Kosmoceratops richardsoni                                                             |
|  |                                                                                       |
|  | Vagaceratops irvinensis                                                               |
|  |                                                                                       |

|  | Kosmoceratops richardsoni |
|  |                           |
|  | Vagaceratops irvinensis   |
|  |                           |

|  | Spiclypeus shipporum                                                                  |
|  |                                                                                       |
|  | \| \| Kosmoceratops richardsoni \| \| \| \| \| \| Vagaceratops irvinensis \| \| \| \| |
|  |                                                                                       |
|  | Kosmoceratops richardsoni                                                             |
|  |                                                                                       |
|  | Vagaceratops irvinensis                                                               |
|  |                                                                                       |

|  | Kosmoceratops richardsoni |
|  |                           |
|  | Vagaceratops irvinensis   |
|  |                           |

|  | Spiclypeus shipporum                                                                  |
|  |                                                                                       |
|  | \| \| Kosmoceratops richardsoni \| \| \| \| \| \| Vagaceratops irvinensis \| \| \| \| |
|  |                                                                                       |
|  | Kosmoceratops richardsoni                                                             |
|  |                                                                                       |
|  | Vagaceratops irvinensis                                                               |
|  |                                                                                       |

|  | Kosmoceratops richardsoni |
|  |                           |
|  | Vagaceratops irvinensis   |
|  |                           |

|  | Mojoceratops perifania                                                       |
|  |                                                                              |
|  | \| \| Chasmosaurus belli \| \| \| \| \| \| Chasmosaurus russelli \| \| \| \| |
|  |                                                                              |
|  | Chasmosaurus belli                                                           |
|  |                                                                              |
|  | Chasmosaurus russelli                                                        |
|  |                                                                              |

|  | Chasmosaurus belli    |
|  |                       |
|  | Chasmosaurus russelli |
|  |                       |

|  | Mojoceratops perifania                                                       |
|  |                                                                              |
|  | \| \| Chasmosaurus belli \| \| \| \| \| \| Chasmosaurus russelli \| \| \| \| |
|  |                                                                              |
|  | Chasmosaurus belli                                                           |
|  |                                                                              |
|  | Chasmosaurus russelli                                                        |
|  |                                                                              |

|  | Chasmosaurus belli    |
|  |                       |
|  | Chasmosaurus russelli |
|  |                       |

|  | Anchiceratops ornatus                                                        |
|  |                                                                              |
|  | Regaliceratops peterhewsi                                                    |
|  |                                                                              |
|  | \| \| Arrhinoceratops brachyops \| \| \| \| \| \| Triceratopsini \| \| \| \| |
|  |                                                                              |
|  | Arrhinoceratops brachyops                                                    |
|  |                                                                              |
|  | Triceratopsini                                                               |
|  |                                                                              |

|  | Arrhinoceratops brachyops |
|  |                           |
|  | Triceratopsini            |
|  |                           |

|  | Spiclypeus shipporum                                                                  |
|  |                                                                                       |
|  | \| \| Kosmoceratops richardsoni \| \| \| \| \| \| Vagaceratops irvinensis \| \| \| \| |
|  |                                                                                       |
|  | Kosmoceratops richardsoni                                                             |
|  |                                                                                       |
|  | Vagaceratops irvinensis                                                               |
|  |                                                                                       |

|  | Kosmoceratops richardsoni |
|  |                           |
|  | Vagaceratops irvinensis   |
|  |                           |

|  | Spiclypeus shipporum                                                                  |
|  |                                                                                       |
|  | \| \| Kosmoceratops richardsoni \| \| \| \| \| \| Vagaceratops irvinensis \| \| \| \| |
|  |                                                                                       |
|  | Kosmoceratops richardsoni                                                             |
|  |                                                                                       |
|  | Vagaceratops irvinensis                                                               |
|  |                                                                                       |

|  | Kosmoceratops richardsoni |
|  |                           |
|  | Vagaceratops irvinensis   |
|  |                           |

|  | Spiclypeus shipporum                                                                  |
|  |                                                                                       |
|  | \| \| Kosmoceratops richardsoni \| \| \| \| \| \| Vagaceratops irvinensis \| \| \| \| |
|  |                                                                                       |
|  | Kosmoceratops richardsoni                                                             |
|  |                                                                                       |
|  | Vagaceratops irvinensis                                                               |
|  |                                                                                       |

|  | Kosmoceratops richardsoni |
|  |                           |
|  | Vagaceratops irvinensis   |
|  |                           |

|  | Spiclypeus shipporum                                                                  |
|  |                                                                                       |
|  | \| \| Kosmoceratops richardsoni \| \| \| \| \| \| Vagaceratops irvinensis \| \| \| \| |
|  |                                                                                       |
|  | Kosmoceratops richardsoni                                                             |
|  |                                                                                       |
|  | Vagaceratops irvinensis                                                               |
|  |                                                                                       |

|  | Kosmoceratops richardsoni |
|  |                           |
|  | Vagaceratops irvinensis   |
|  |                           |

|  | Mojoceratops perifania                                                       |
|  |                                                                              |
|  | \| \| Chasmosaurus belli \| \| \| \| \| \| Chasmosaurus russelli \| \| \| \| |
|  |                                                                              |
|  | Chasmosaurus belli                                                           |
|  |                                                                              |
|  | Chasmosaurus russelli                                                        |
|  |                                                                              |

|  | Chasmosaurus belli    |
|  |                       |
|  | Chasmosaurus russelli |
|  |                       |

|  | Mojoceratops perifania                                                       |
|  |                                                                              |
|  | \| \| Chasmosaurus belli \| \| \| \| \| \| Chasmosaurus russelli \| \| \| \| |
|  |                                                                              |
|  | Chasmosaurus belli                                                           |
|  |                                                                              |
|  | Chasmosaurus russelli                                                        |
|  |                                                                              |

|  | Chasmosaurus belli    |
|  |                       |
|  | Chasmosaurus russelli |
|  |                       |

|  | Spiclypeus shipporum                                                                  |
|  |                                                                                       |
|  | \| \| Kosmoceratops richardsoni \| \| \| \| \| \| Vagaceratops irvinensis \| \| \| \| |
|  |                                                                                       |
|  | Kosmoceratops richardsoni                                                             |
|  |                                                                                       |
|  | Vagaceratops irvinensis                                                               |
|  |                                                                                       |

|  | Kosmoceratops richardsoni |
|  |                           |
|  | Vagaceratops irvinensis   |
|  |                           |

|  | Spiclypeus shipporum                                                                  |
|  |                                                                                       |
|  | \| \| Kosmoceratops richardsoni \| \| \| \| \| \| Vagaceratops irvinensis \| \| \| \| |
|  |                                                                                       |
|  | Kosmoceratops richardsoni                                                             |
|  |                                                                                       |
|  | Vagaceratops irvinensis                                                               |
|  |                                                                                       |

|  | Kosmoceratops richardsoni |
|  |                           |
|  | Vagaceratops irvinensis   |
|  |                           |

|  | Spiclypeus shipporum                                                                  |
|  |                                                                                       |
|  | \| \| Kosmoceratops richardsoni \| \| \| \| \| \| Vagaceratops irvinensis \| \| \| \| |
|  |                                                                                       |
|  | Kosmoceratops richardsoni                                                             |
|  |                                                                                       |
|  | Vagaceratops irvinensis                                                               |
|  |                                                                                       |

|  | Kosmoceratops richardsoni |
|  |                           |
|  | Vagaceratops irvinensis   |
|  |                           |

|  | Spiclypeus shipporum                                                                  |
|  |                                                                                       |
|  | \| \| Kosmoceratops richardsoni \| \| \| \| \| \| Vagaceratops irvinensis \| \| \| \| |
|  |                                                                                       |
|  | Kosmoceratops richardsoni                                                             |
|  |                                                                                       |
|  | Vagaceratops irvinensis                                                               |
|  |                                                                                       |

|  | Kosmoceratops richardsoni |
|  |                           |
|  | Vagaceratops irvinensis   |
|  |                           |

|  | Mojoceratops perifania                                                       |
|  |                                                                              |
|  | \| \| Chasmosaurus belli \| \| \| \| \| \| Chasmosaurus russelli \| \| \| \| |
|  |                                                                              |
|  | Chasmosaurus belli                                                           |
|  |                                                                              |
|  | Chasmosaurus russelli                                                        |
|  |                                                                              |

|  | Chasmosaurus belli    |
|  |                       |
|  | Chasmosaurus russelli |
|  |                       |

|  | Mojoceratops perifania                                                       |
|  |                                                                              |
|  | \| \| Chasmosaurus belli \| \| \| \| \| \| Chasmosaurus russelli \| \| \| \| |
|  |                                                                              |
|  | Chasmosaurus belli                                                           |
|  |                                                                              |
|  | Chasmosaurus russelli                                                        |
|  |                                                                              |

|  | Chasmosaurus belli    |
|  |                       |
|  | Chasmosaurus russelli |
|  |                       |

|  | Spiclypeus shipporum                                                                  |
|  |                                                                                       |
|  | \| \| Kosmoceratops richardsoni \| \| \| \| \| \| Vagaceratops irvinensis \| \| \| \| |
|  |                                                                                       |
|  | Kosmoceratops richardsoni                                                             |
|  |                                                                                       |
|  | Vagaceratops irvinensis                                                               |
|  |                                                                                       |

|  | Kosmoceratops richardsoni |
|  |                           |
|  | Vagaceratops irvinensis   |
|  |                           |

|  | Spiclypeus shipporum                                                                  |
|  |                                                                                       |
|  | \| \| Kosmoceratops richardsoni \| \| \| \| \| \| Vagaceratops irvinensis \| \| \| \| |
|  |                                                                                       |
|  | Kosmoceratops richardsoni                                                             |
|  |                                                                                       |
|  | Vagaceratops irvinensis                                                               |
|  |                                                                                       |

|  | Kosmoceratops richardsoni |
|  |                           |
|  | Vagaceratops irvinensis   |
|  |                           |

|  | Spiclypeus shipporum                                                                  |
|  |                                                                                       |
|  | \| \| Kosmoceratops richardsoni \| \| \| \| \| \| Vagaceratops irvinensis \| \| \| \| |
|  |                                                                                       |
|  | Kosmoceratops richardsoni                                                             |
|  |                                                                                       |
|  | Vagaceratops irvinensis                                                               |
|  |                                                                                       |

|  | Kosmoceratops richardsoni |
|  |                           |
|  | Vagaceratops irvinensis   |
|  |                           |

|  | Spiclypeus shipporum                                                                  |
|  |                                                                                       |
|  | \| \| Kosmoceratops richardsoni \| \| \| \| \| \| Vagaceratops irvinensis \| \| \| \| |
|  |                                                                                       |
|  | Kosmoceratops richardsoni                                                             |
|  |                                                                                       |
|  | Vagaceratops irvinensis                                                               |
|  |                                                                                       |

|  | Kosmoceratops richardsoni |
|  |                           |
|  | Vagaceratops irvinensis   |
|  |                           |

|  | Mojoceratops perifania                                                       |
|  |                                                                              |
|  | \| \| Chasmosaurus belli \| \| \| \| \| \| Chasmosaurus russelli \| \| \| \| |
|  |                                                                              |
|  | Chasmosaurus belli                                                           |
|  |                                                                              |
|  | Chasmosaurus russelli                                                        |
|  |                                                                              |

|  | Chasmosaurus belli    |
|  |                       |
|  | Chasmosaurus russelli |
|  |                       |

|  | Mojoceratops perifania                                                       |
|  |                                                                              |
|  | \| \| Chasmosaurus belli \| \| \| \| \| \| Chasmosaurus russelli \| \| \| \| |
|  |                                                                              |
|  | Chasmosaurus belli                                                           |
|  |                                                                              |
|  | Chasmosaurus russelli                                                        |
|  |                                                                              |

|  | Chasmosaurus belli    |
|  |                       |
|  | Chasmosaurus russelli |
|  |                       |

|  | Spiclypeus shipporum                                                                  |
|  |                                                                                       |
|  | \| \| Kosmoceratops richardsoni \| \| \| \| \| \| Vagaceratops irvinensis \| \| \| \| |
|  |                                                                                       |
|  | Kosmoceratops richardsoni                                                             |
|  |                                                                                       |
|  | Vagaceratops irvinensis                                                               |
|  |                                                                                       |

|  | Kosmoceratops richardsoni |
|  |                           |
|  | Vagaceratops irvinensis   |
|  |                           |

|  | Spiclypeus shipporum                                                                  |
|  |                                                                                       |
|  | \| \| Kosmoceratops richardsoni \| \| \| \| \| \| Vagaceratops irvinensis \| \| \| \| |
|  |                                                                                       |
|  | Kosmoceratops richardsoni                                                             |
|  |                                                                                       |
|  | Vagaceratops irvinensis                                                               |
|  |                                                                                       |

|  | Kosmoceratops richardsoni |
|  |                           |
|  | Vagaceratops irvinensis   |
|  |                           |

|  | Spiclypeus shipporum                                                                  |
|  |                                                                                       |
|  | \| \| Kosmoceratops richardsoni \| \| \| \| \| \| Vagaceratops irvinensis \| \| \| \| |
|  |                                                                                       |
|  | Kosmoceratops richardsoni                                                             |
|  |                                                                                       |
|  | Vagaceratops irvinensis                                                               |
|  |                                                                                       |

|  | Kosmoceratops richardsoni |
|  |                           |
|  | Vagaceratops irvinensis   |
|  |                           |

|  | Spiclypeus shipporum                                                                  |
|  |                                                                                       |
|  | \| \| Kosmoceratops richardsoni \| \| \| \| \| \| Vagaceratops irvinensis \| \| \| \| |
|  |                                                                                       |
|  | Kosmoceratops richardsoni                                                             |
|  |                                                                                       |
|  | Vagaceratops irvinensis                                                               |
|  |                                                                                       |

|  | Kosmoceratops richardsoni |
|  |                           |
|  | Vagaceratops irvinensis   |
|  |                           |

|  | Mojoceratops perifania                                                       |
|  |                                                                              |
|  | \| \| Chasmosaurus belli \| \| \| \| \| \| Chasmosaurus russelli \| \| \| \| |
|  |                                                                              |
|  | Chasmosaurus belli                                                           |
|  |                                                                              |
|  | Chasmosaurus russelli                                                        |
|  |                                                                              |

|  | Chasmosaurus belli    |
|  |                       |
|  | Chasmosaurus russelli |
|  |                       |

|  | Mojoceratops perifania                                                       |
|  |                                                                              |
|  | \| \| Chasmosaurus belli \| \| \| \| \| \| Chasmosaurus russelli \| \| \| \| |
|  |                                                                              |
|  | Chasmosaurus belli                                                           |
|  |                                                                              |
|  | Chasmosaurus russelli                                                        |
|  |                                                                              |

|  | Chasmosaurus belli    |
|  |                       |
|  | Chasmosaurus russelli |
|  |                       |

|  | Anchiceratops ornatus                                                        |
|  |                                                                              |
|  | Regaliceratops peterhewsi                                                    |
|  |                                                                              |
|  | \| \| Arrhinoceratops brachyops \| \| \| \| \| \| Triceratopsini \| \| \| \| |
|  |                                                                              |
|  | Arrhinoceratops brachyops                                                    |
|  |                                                                              |
|  | Triceratopsini                                                               |
|  |                                                                              |

|  | Arrhinoceratops brachyops |
|  |                           |
|  | Triceratopsini            |
|  |                           |

|  | Spiclypeus shipporum                                                                  |
|  |                                                                                       |
|  | \| \| Kosmoceratops richardsoni \| \| \| \| \| \| Vagaceratops irvinensis \| \| \| \| |
|  |                                                                                       |
|  | Kosmoceratops richardsoni                                                             |
|  |                                                                                       |
|  | Vagaceratops irvinensis                                                               |
|  |                                                                                       |

|  | Kosmoceratops richardsoni |
|  |                           |
|  | Vagaceratops irvinensis   |
|  |                           |

|  | Spiclypeus shipporum                                                                  |
|  |                                                                                       |
|  | \| \| Kosmoceratops richardsoni \| \| \| \| \| \| Vagaceratops irvinensis \| \| \| \| |
|  |                                                                                       |
|  | Kosmoceratops richardsoni                                                             |
|  |                                                                                       |
|  | Vagaceratops irvinensis                                                               |
|  |                                                                                       |

|  | Kosmoceratops richardsoni |
|  |                           |
|  | Vagaceratops irvinensis   |
|  |                           |

|  | Spiclypeus shipporum                                                                  |
|  |                                                                                       |
|  | \| \| Kosmoceratops richardsoni \| \| \| \| \| \| Vagaceratops irvinensis \| \| \| \| |
|  |                                                                                       |
|  | Kosmoceratops richardsoni                                                             |
|  |                                                                                       |
|  | Vagaceratops irvinensis                                                               |
|  |                                                                                       |

|  | Kosmoceratops richardsoni |
|  |                           |
|  | Vagaceratops irvinensis   |
|  |                           |

|  | Spiclypeus shipporum                                                                  |
|  |                                                                                       |
|  | \| \| Kosmoceratops richardsoni \| \| \| \| \| \| Vagaceratops irvinensis \| \| \| \| |
|  |                                                                                       |
|  | Kosmoceratops richardsoni                                                             |
|  |                                                                                       |
|  | Vagaceratops irvinensis                                                               |
|  |                                                                                       |

|  | Kosmoceratops richardsoni |
|  |                           |
|  | Vagaceratops irvinensis   |
|  |                           |

|  | Mojoceratops perifania                                                       |
|  |                                                                              |
|  | \| \| Chasmosaurus belli \| \| \| \| \| \| Chasmosaurus russelli \| \| \| \| |
|  |                                                                              |
|  | Chasmosaurus belli                                                           |
|  |                                                                              |
|  | Chasmosaurus russelli                                                        |
|  |                                                                              |

|  | Chasmosaurus belli    |
|  |                       |
|  | Chasmosaurus russelli |
|  |                       |

|  | Mojoceratops perifania                                                       |
|  |                                                                              |
|  | \| \| Chasmosaurus belli \| \| \| \| \| \| Chasmosaurus russelli \| \| \| \| |
|  |                                                                              |
|  | Chasmosaurus belli                                                           |
|  |                                                                              |
|  | Chasmosaurus russelli                                                        |
|  |                                                                              |

|  | Chasmosaurus belli    |
|  |                       |
|  | Chasmosaurus russelli |
|  |                       |

|  | Spiclypeus shipporum                                                                  |
|  |                                                                                       |
|  | \| \| Kosmoceratops richardsoni \| \| \| \| \| \| Vagaceratops irvinensis \| \| \| \| |
|  |                                                                                       |
|  | Kosmoceratops richardsoni                                                             |
|  |                                                                                       |
|  | Vagaceratops irvinensis                                                               |
|  |                                                                                       |

|  | Kosmoceratops richardsoni |
|  |                           |
|  | Vagaceratops irvinensis   |
|  |                           |

|  | Spiclypeus shipporum                                                                  |
|  |                                                                                       |
|  | \| \| Kosmoceratops richardsoni \| \| \| \| \| \| Vagaceratops irvinensis \| \| \| \| |
|  |                                                                                       |
|  | Kosmoceratops richardsoni                                                             |
|  |                                                                                       |
|  | Vagaceratops irvinensis                                                               |
|  |                                                                                       |

|  | Kosmoceratops richardsoni |
|  |                           |
|  | Vagaceratops irvinensis   |
|  |                           |

|  | Spiclypeus shipporum                                                                  |
|  |                                                                                       |
|  | \| \| Kosmoceratops richardsoni \| \| \| \| \| \| Vagaceratops irvinensis \| \| \| \| |
|  |                                                                                       |
|  | Kosmoceratops richardsoni                                                             |
|  |                                                                                       |
|  | Vagaceratops irvinensis                                                               |
|  |                                                                                       |

|  | Kosmoceratops richardsoni |
|  |                           |
|  | Vagaceratops irvinensis   |
|  |                           |

|  | Spiclypeus shipporum                                                                  |
|  |                                                                                       |
|  | \| \| Kosmoceratops richardsoni \| \| \| \| \| \| Vagaceratops irvinensis \| \| \| \| |
|  |                                                                                       |
|  | Kosmoceratops richardsoni                                                             |
|  |                                                                                       |
|  | Vagaceratops irvinensis                                                               |
|  |                                                                                       |

|  | Kosmoceratops richardsoni |
|  |                           |
|  | Vagaceratops irvinensis   |
|  |                           |

|  | Mojoceratops perifania                                                       |
|  |                                                                              |
|  | \| \| Chasmosaurus belli \| \| \| \| \| \| Chasmosaurus russelli \| \| \| \| |
|  |                                                                              |
|  | Chasmosaurus belli                                                           |
|  |                                                                              |
|  | Chasmosaurus russelli                                                        |
|  |                                                                              |

|  | Chasmosaurus belli    |
|  |                       |
|  | Chasmosaurus russelli |
|  |                       |

|  | Mojoceratops perifania                                                       |
|  |                                                                              |
|  | \| \| Chasmosaurus belli \| \| \| \| \| \| Chasmosaurus russelli \| \| \| \| |
|  |                                                                              |
|  | Chasmosaurus belli                                                           |
|  |                                                                              |
|  | Chasmosaurus russelli                                                        |
|  |                                                                              |

|  | Chasmosaurus belli    |
|  |                       |
|  | Chasmosaurus russelli |
|  |                       |

|  | Spiclypeus shipporum                                                                  |
|  |                                                                                       |
|  | \| \| Kosmoceratops richardsoni \| \| \| \| \| \| Vagaceratops irvinensis \| \| \| \| |
|  |                                                                                       |
|  | Kosmoceratops richardsoni                                                             |
|  |                                                                                       |
|  | Vagaceratops irvinensis                                                               |
|  |                                                                                       |

|  | Kosmoceratops richardsoni |
|  |                           |
|  | Vagaceratops irvinensis   |
|  |                           |

|  | Spiclypeus shipporum                                                                  |
|  |                                                                                       |
|  | \| \| Kosmoceratops richardsoni \| \| \| \| \| \| Vagaceratops irvinensis \| \| \| \| |
|  |                                                                                       |
|  | Kosmoceratops richardsoni                                                             |
|  |                                                                                       |
|  | Vagaceratops irvinensis                                                               |
|  |                                                                                       |

|  | Kosmoceratops richardsoni |
|  |                           |
|  | Vagaceratops irvinensis   |
|  |                           |

|  | Spiclypeus shipporum                                                                  |
|  |                                                                                       |
|  | \| \| Kosmoceratops richardsoni \| \| \| \| \| \| Vagaceratops irvinensis \| \| \| \| |
|  |                                                                                       |
|  | Kosmoceratops richardsoni                                                             |
|  |                                                                                       |
|  | Vagaceratops irvinensis                                                               |
|  |                                                                                       |

|  | Kosmoceratops richardsoni |
|  |                           |
|  | Vagaceratops irvinensis   |
|  |                           |

|  | Spiclypeus shipporum                                                                  |
|  |                                                                                       |
|  | \| \| Kosmoceratops richardsoni \| \| \| \| \| \| Vagaceratops irvinensis \| \| \| \| |
|  |                                                                                       |
|  | Kosmoceratops richardsoni                                                             |
|  |                                                                                       |
|  | Vagaceratops irvinensis                                                               |
|  |                                                                                       |

|  | Kosmoceratops richardsoni |
|  |                           |
|  | Vagaceratops irvinensis   |
|  |                           |

|  | Mojoceratops perifania                                                       |
|  |                                                                              |
|  | \| \| Chasmosaurus belli \| \| \| \| \| \| Chasmosaurus russelli \| \| \| \| |
|  |                                                                              |
|  | Chasmosaurus belli                                                           |
|  |                                                                              |
|  | Chasmosaurus russelli                                                        |
|  |                                                                              |

|  | Chasmosaurus belli    |
|  |                       |
|  | Chasmosaurus russelli |
|  |                       |

|  | Mojoceratops perifania                                                       |
|  |                                                                              |
|  | \| \| Chasmosaurus belli \| \| \| \| \| \| Chasmosaurus russelli \| \| \| \| |
|  |                                                                              |
|  | Chasmosaurus belli                                                           |
|  |                                                                              |
|  | Chasmosaurus russelli                                                        |
|  |                                                                              |

|  | Chasmosaurus belli    |
|  |                       |
|  | Chasmosaurus russelli |
|  |                       |

|  | Spiclypeus shipporum                                                                  |
|  |                                                                                       |
|  | \| \| Kosmoceratops richardsoni \| \| \| \| \| \| Vagaceratops irvinensis \| \| \| \| |
|  |                                                                                       |
|  | Kosmoceratops richardsoni                                                             |
|  |                                                                                       |
|  | Vagaceratops irvinensis                                                               |
|  |                                                                                       |

|  | Kosmoceratops richardsoni |
|  |                           |
|  | Vagaceratops irvinensis   |
|  |                           |

|  | Spiclypeus shipporum                                                                  |
|  |                                                                                       |
|  | \| \| Kosmoceratops richardsoni \| \| \| \| \| \| Vagaceratops irvinensis \| \| \| \| |
|  |                                                                                       |
|  | Kosmoceratops richardsoni                                                             |
|  |                                                                                       |
|  | Vagaceratops irvinensis                                                               |
|  |                                                                                       |

|  | Kosmoceratops richardsoni |
|  |                           |
|  | Vagaceratops irvinensis   |
|  |                           |

|  | Spiclypeus shipporum                                                                  |
|  |                                                                                       |
|  | \| \| Kosmoceratops richardsoni \| \| \| \| \| \| Vagaceratops irvinensis \| \| \| \| |
|  |                                                                                       |
|  | Kosmoceratops richardsoni                                                             |
|  |                                                                                       |
|  | Vagaceratops irvinensis                                                               |
|  |                                                                                       |

|  | Kosmoceratops richardsoni |
|  |                           |
|  | Vagaceratops irvinensis   |
|  |                           |

|  | Spiclypeus shipporum                                                                  |
|  |                                                                                       |
|  | \| \| Kosmoceratops richardsoni \| \| \| \| \| \| Vagaceratops irvinensis \| \| \| \| |
|  |                                                                                       |
|  | Kosmoceratops richardsoni                                                             |
|  |                                                                                       |
|  | Vagaceratops irvinensis                                                               |
|  |                                                                                       |

|  | Kosmoceratops richardsoni |
|  |                           |
|  | Vagaceratops irvinensis   |
|  |                           |

|  | Mojoceratops perifania                                                       |
|  |                                                                              |
|  | \| \| Chasmosaurus belli \| \| \| \| \| \| Chasmosaurus russelli \| \| \| \| |
|  |                                                                              |
|  | Chasmosaurus belli                                                           |
|  |                                                                              |
|  | Chasmosaurus russelli                                                        |
|  |                                                                              |

|  | Chasmosaurus belli    |
|  |                       |
|  | Chasmosaurus russelli |
|  |                       |

|  | Mojoceratops perifania                                                       |
|  |                                                                              |
|  | \| \| Chasmosaurus belli \| \| \| \| \| \| Chasmosaurus russelli \| \| \| \| |
|  |                                                                              |
|  | Chasmosaurus belli                                                           |
|  |                                                                              |
|  | Chasmosaurus russelli                                                        |
|  |                                                                              |

|  | Chasmosaurus belli    |
|  |                       |
|  | Chasmosaurus russelli |
|  |                       |

|  | Anchiceratops ornatus                                                        |
|  |                                                                              |
|  | Regaliceratops peterhewsi                                                    |
|  |                                                                              |
|  | \| \| Arrhinoceratops brachyops \| \| \| \| \| \| Triceratopsini \| \| \| \| |
|  |                                                                              |
|  | Arrhinoceratops brachyops                                                    |
|  |                                                                              |
|  | Triceratopsini                                                               |
|  |                                                                              |

|  | Arrhinoceratops brachyops |
|  |                           |
|  | Triceratopsini            |
|  |                           |

## Storia della scoperta

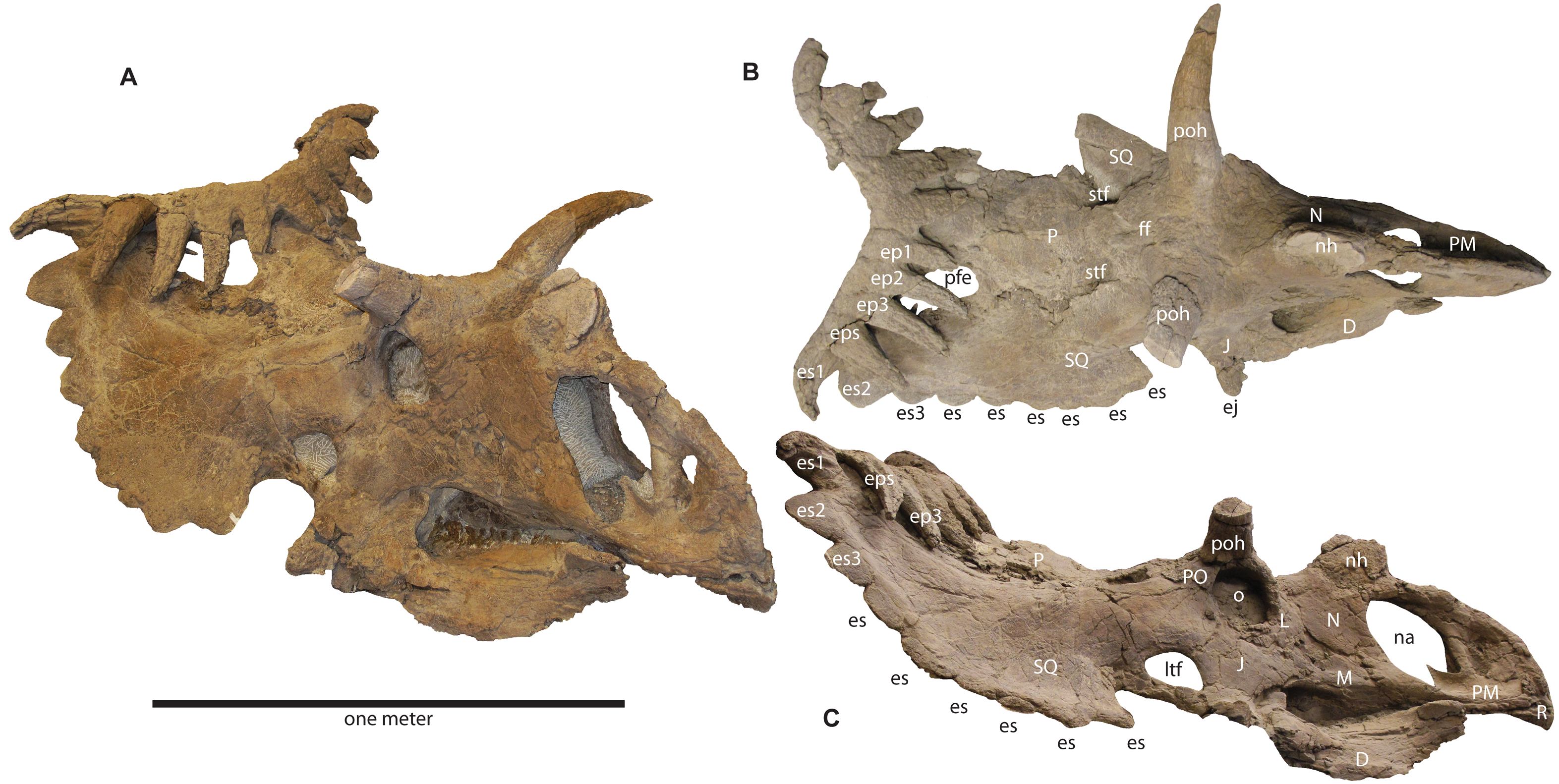
Cranio olotipo in vista laterale obliqua e dorsale

Dal 2000, il Museo di storia naturale dello Utah (UMNH) e il Bureau of Land Management (BLM) hanno condotto diverse indagini paleontologiche sulla Formazione Kaiparowits presso il Grand Staircase–Escalante National Monument nello Utah meridionale. Questo monumento nazionale è stato istituito nel 1996, in parte per la conservazione e lo studio dei suoi fossili, e le indagini effettuate sul territorio hanno condotto alla scoperta di una vasta gamma di fossili di dinosauri unici. A queste spedizioni parteciparono anche squadre di scavo di altre istituzioni. Questo sforzo collaborativo è stato chiamato il Kaiparowits Basin Project. Tra le scoperte riportate da questa formazione sono emersi tre nuovi taxa di ceratopsi, uno dei quali è stato identificato da due località (UMNH Locality VP 890 e 951) scoperto da un volontario membro dell'equipe da campo di Scott Richardson durante le stagioni di scavo del 2006 e del 2007. Questo nuovo esemplare venne preliminarmente definito "nuovo taxon di Kaiparowits A" e identificato come un ceratopside chasmosaurino in un libro del simposio del 2010 sui ceratopsi. I fossili recuperati vennero trasportati in elicottero verso l'UMNH, dove i blocchi vennero preparati da dei volontari del museo e successivamente riassemblati.

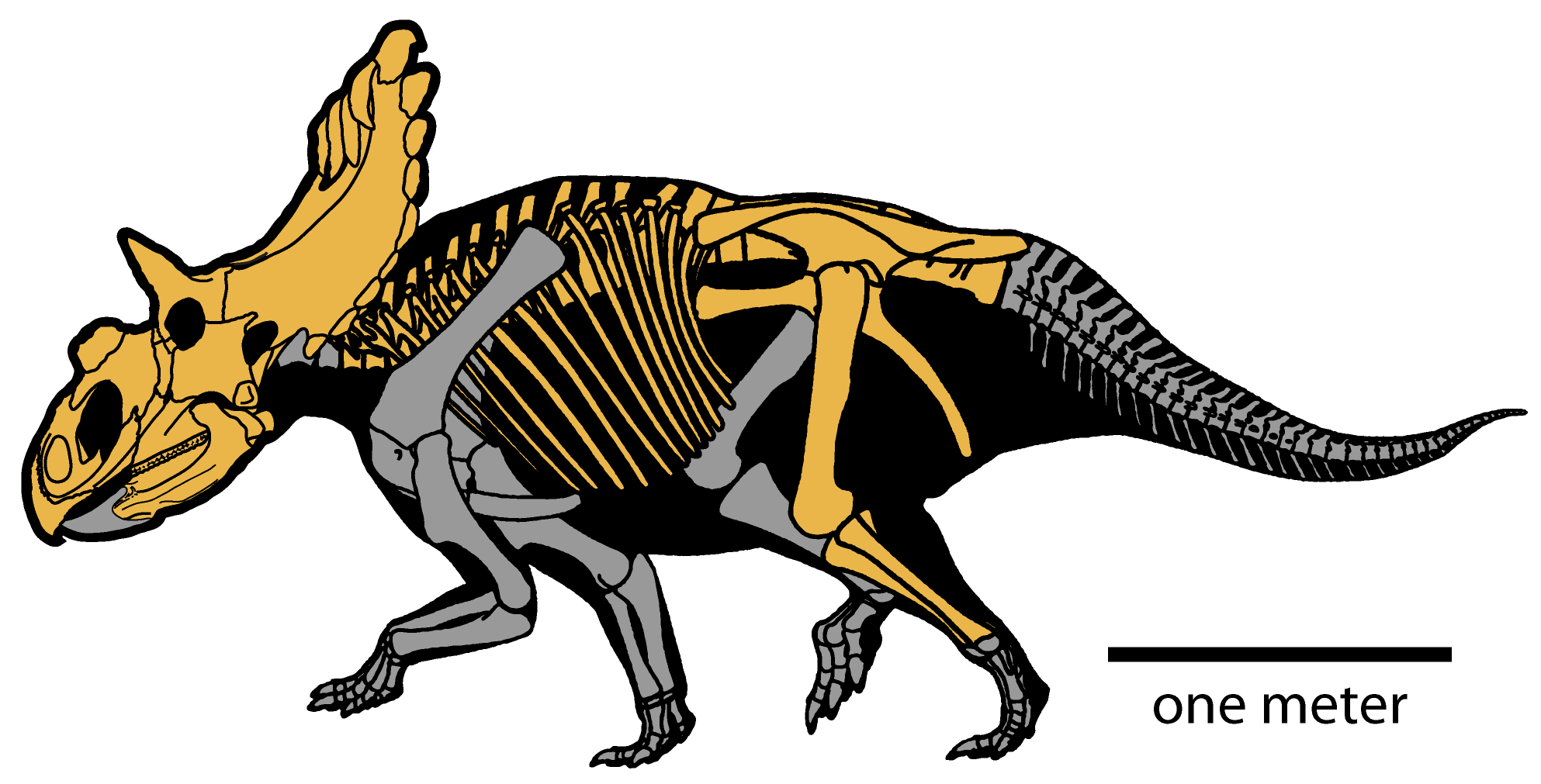
Diagramma dello scheletro, con gli elementi conosciuti in giallo

Nel 2010, il paleontologo Scott D. Sampson e colleghi nominarono questo nuovo esemplare come un nuovo genere e specie, Kosmoceratops richardsoni, con l'esemplare UMNH VP 17000 (da Locality VP 890) come olotipo. Il nome generico, Kosmoceratops, deriva dal greco antico kosmos che significa "ornato", e ceratops che significa "faccia cornuta". Il nome specifico, richardsoni, rende omaggio a Richardson, che trovò l'olotipo e molti altri fossili a Grand Staircase-Escalante. Il nome completo può essere tradotto come "faccia cornuta ornata di Richardson". L'olotipo include il cranio di un individuo adulto quasi completo a cui manca l'osso predentario (l'osso più anteriore della mandibola) e una piccola parte del lato sinistro del volto e del collare (parti dell'osso giugale, squamosale e parietale), e il muso è leggermente piegato a destra a causa della distorsione post mortem (dopo la morte). Una parte considerevole dello scheletro assiale (come vertebre e costole) è stata ritrovata associata al cranio, così come parte del bacino e di un arto. Si pensava che il 45% dello scheletro postcranico si fosse conservato, la maggior parte del quale era ancora in preparazione nel 2010. Gli esemplari assegnati a questo taxon includono: UMNH VP 16878, un cranio disarticolato di un subadulto (un adolescente) le cui dimensioni sono circa la metà dell'individuo adulto, a cui manca la premascella, il rostro, e le ossa predentarie, e l'esemplare UMNH VP 21339, un altro subadulto disarticolato o un adulto. Complessivamente, sono stati ritrovati quattro esemplari.

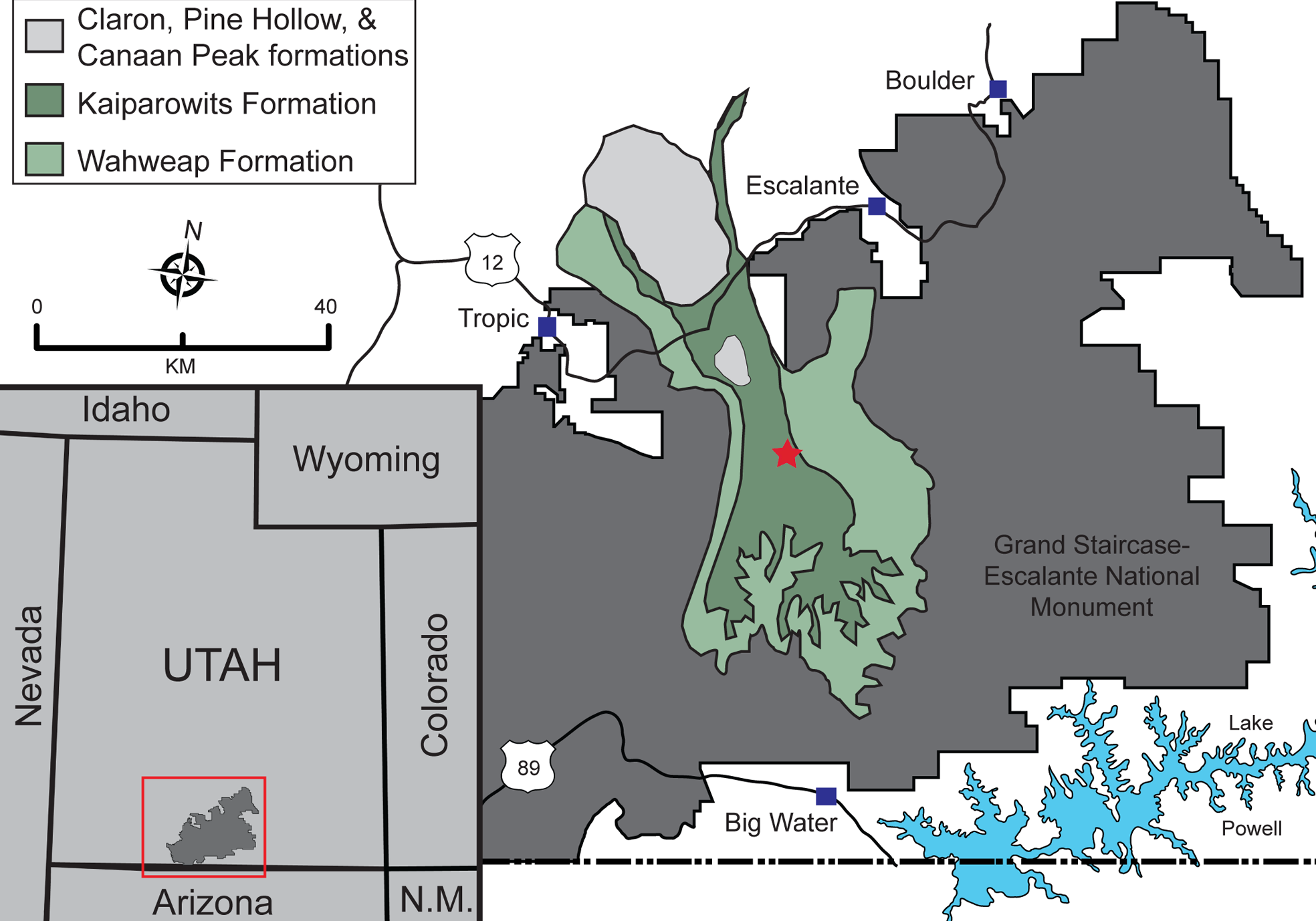
Mappa di dove sono stati ritrovati gli esemplari di Kosmoceratops (★) all'interno della Formazione Kaiparowits (verde scuro)

Gli autori della descrizione di Kosmoceratops nominarono gli altri due taxa ceratopsi con due nuovi generi chasmosaurini: Utahceratops (anch'esso proveniente dalla Formazione Kaiparowits) e Vagaceratops (dalla Formazione Dinosaur Park, la cui unica specie, C. irvinensis, era precedentemente collocata all'interno del genere Chasmosaurus) nello stesso articolo. Questi generi, considerati insoliti rispetto ai membri tipici del loro gruppo, facevano parte di una serie di scoperte sui ceratopsi dell'inizio del XXI secolo, quando furono nominati molti nuovi taxon di dinosauri (uno studio del 2013 affermava che la metà di tutti i generi validi erano stati nominati nel 2003, pertanto questo decennio venne chiamato il "rinascimento dei ceratopsidi"). L'obiettivo principale dell'articolo di Sampson e dei suoi colleghi era come questi tre generi di ceratopsidi fornissero nuove prove per ricostruire la paleobiogeografia del loro tempo e luogo. In un comunicato stampa del 2010 che annunciava lo studio, Sampson descriveva Kosmoceratops come "uno degli animali più sorprendenti conosciuti, con un enorme teschio adornato con un assortimento di corone e spunzoni ossei", e considerava Grand Staircase-Escalante "uno dei gli ultimi grandi boneyard di dinosauro del paese, in gran parte inesplorato".
Nel 2017, il governo degli Stati Uniti ha annunciato l'intenzione di ridurre il Grand Staircase-Escalante (a poco più della metà delle sue dimensioni) e i monumenti di Bears Ears per consentire l'estrazione del carbone e altri sviluppi energetici su queste terre, il che rappresenterebbe la più grande riduzione del territorio dei monumenti nazionali statunitensi nella storia degli Stati Uniti. Sampson, che aveva supervisionato gran parte delle prime ricerche sull'ex monumento, espresse il timore che una simile mossa avrebbe minacciato le future scoperte sul sito. I media hanno sottolineato l'importanza delle scoperte fossili della zona, tra cui più di 25 nuovi taxa, mentre alcuni hanno messo in evidenza Kosmoceratops come uno dei reperti più significativi della regione. Il governo degli Stati Uniti è stato successivamente citato in giudizio da un gruppo di scienziati, ambientalisti e nativi americani.
Un cranio parziale (catalogato come CMN 8801) scoperto nel 1928 dal collezionista di fossili Charles M. Sternberg nella Formazione Dinosaur Park dell'Alberta, Canada, venne inizialmente assegnato a Chasmosaurus russelli nel 1940, per poi venire assegnato solo a Chasmosaurus nel 1995, per via della mancanza del collare che impediva di identificare correttamente la specie a cui apparteneva. Nel 2014 (e nel 2015, in un articolo che non ha superato la revisione paritaria), il paleontologo Nicholas R. Longrich considerava il cranio simile a quello di Kosmoceratops per via delle caratteristiche del muso, sebbene le narici e il corno nasale avessero una forma diversa da quella dell'olotipo. Longrich, quindi, propose che si trattasse di una nuova specie di Kosmoceratops diversa da K. richardsonie, assegnando il nuovo cranio a K. sp. (di specie incerta). Trovò prematuro nominare una nuova specie perché di solito è necessario analizzare il collare per diagnosticare una nuova specie di ceratopside, e finora era stato descritto solo il cranio, rendendo difficile determinare le caratteristiche e la gamma di variazione della specie. Nel 2016, il paleontologo James A. Campbell e i suoi colleghi non supportarono l'assegnazione dell'esemplare CMN 8801 a Kosmoceratops, in quanto hanno scoprirono che le caratteristiche su cui si basava erano influenzate dalla tafonomia (i cambiamenti che si verificano durante il decadimento e la fossilizzazione) o rientrava nella variazione individuale tra gli esemplari di Chasmosaurus (anche se non venne assegnato a una specie in particolare del genere).

## Paleobiologia

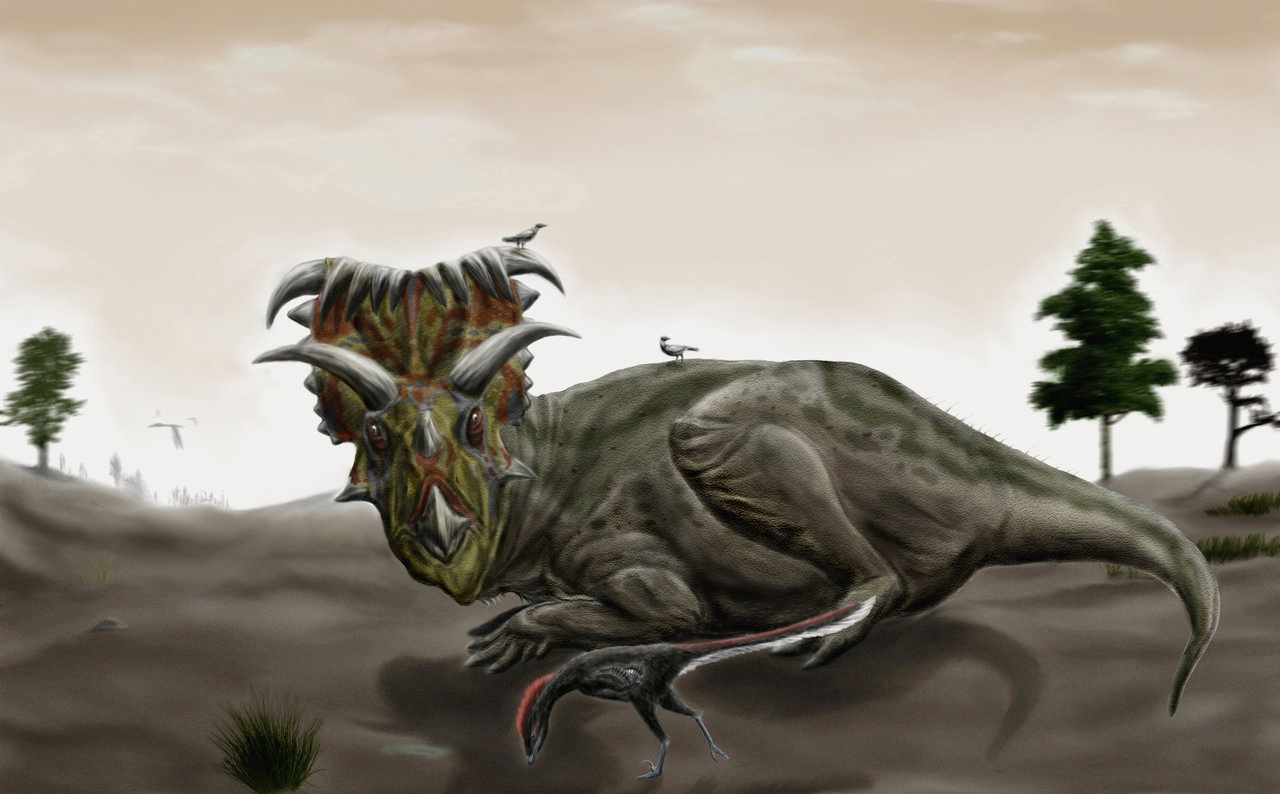
Un Kosmoceratopo mentre riposa viene disturbato dal troodontide Talos

In una tesi di Master del 2013 (riassunta in un documento pubblicato da diversi autori nel 2019), il paleontologo Carolyn Gale Levitt ha studiato l'istologia delle ossa lunghe di Kosmoceratops (il femore dell'olotipo adulto e il subadulto o adulto assegnato all'esemplare UMNH VP 21339) e Utahceratops, esaminando gli indicatori della crescita e della maturità degli esemplari nella loro microstruttura ossea (fino ad allora gli unici chasmosaurini mai campionati per questo tipo di studio). Il tessuto osseo presentava un numero elevato di osteociti (cellule ossee) e una fitta rete di vasi sanguigni, compresi canali vascolari orientati radialmente (vasi sanguigni che corrono verso l'interno dell'osso), indicando una crescita rapida e sostenuta. Queste caratteristiche indicano anche che i ceratopsi possedevano un elevato metabolismo ed erano endotermi omeotermici (o "a sangue caldo"), come i moderni uccelli e mammiferi. Le ossa di Kosmoceratops e Utahceratops campionate da Levitt non mostravano prove di linee di crescita arrestata (linee di crescita annuali) e confrontate con i ceratopsidi Pachyrhinosaurus, Centrosaurus ed Einiosaurus provenienti da nord e che presentano effettivamente linee di crescita, potrebbero indicare che la crescita ossea d questi animali reagisse al clima, e il clima dell'habitat di Kosmoceratops e Utahceratops avrebbe permesso loro di sostenere una crescita costante durante tutto l'anno grazie al loro clima meridionale più temperato. La mancanza di linee di crescita, tuttavia, impedisce di calcolare con precisione le età degli esemplari di Kosmoceratops e Utahceratops. Tuttavia, Levitt ha stabilito che l'età degli esemplari esaminati di Kosmoceratops aveva un'età compresa tra i subadulti e gli adulti, escludendo le ipotesi di Fowler e i colleghi del 2011 che affermavano che questi esemplari rappresentassero dei giovani Vagaceratops.
In una tesi di Master del 2017, la paleontologa Nicole Marie Ridgwell descrisse due coproliti (sterco fossile) provenienti dalla Formazione Kaiparowits che, a causa delle loro dimensioni, potrebbero appartenere a un membro di uno dei tre gruppi di dinosauri erbivori conosciuti da questa formazione: un ceratopside (tra cui Kosmoceratops), un hadrosauro o un ankylosauro (il più raro dei tre gruppi). I coproliti contenevano frammenti di legno di angiosperme (il che indica una dieta di cespugli e arbusti); anche se originariamente c'erano poche prove che alcuni dinosauri si nutrissero di angiosperme, questi coproliti mostrano che alcuni dinosauri potrebbero essersi adattati a nutrirsene (queste piante divennero comuni solo nel Cretaceo inferiore, diversificandosi po nel Cretaceo superiore). I coproliti contenevano anche tracce di molluschi con conchiglia, resti di insetti e ossa di lucertola che potrebbero essere stati ingeriti insieme al materiale vegetale, indicando che anche i dinosauri erbivori potessero integrare la loro dieta con piccoli animali per assumere un supplemento alimentare. Questi coproliti sono stati ritrovati vicino ad altri coproliti di erbivori che contenevano legno di conifere. Ridgwell ha sottolineato che l'anatomia dentale dei ceratopsi e degli hadrosauri (con batterie dentali che sostituiscono i denti di continuo) potrebbero essersi sviluppate per strappare e sminuzzare grandi quantità di piante fibrose. Le diverse diete rappresentate dai coproliti potrebbero indicare una divisione di nicchia ecologica tra gli erbivori dell'ecosistema della Formazione Kaiparowits o che ci fossero variazioni stagionali nella dieta di questi animali.

### Funzione del collare

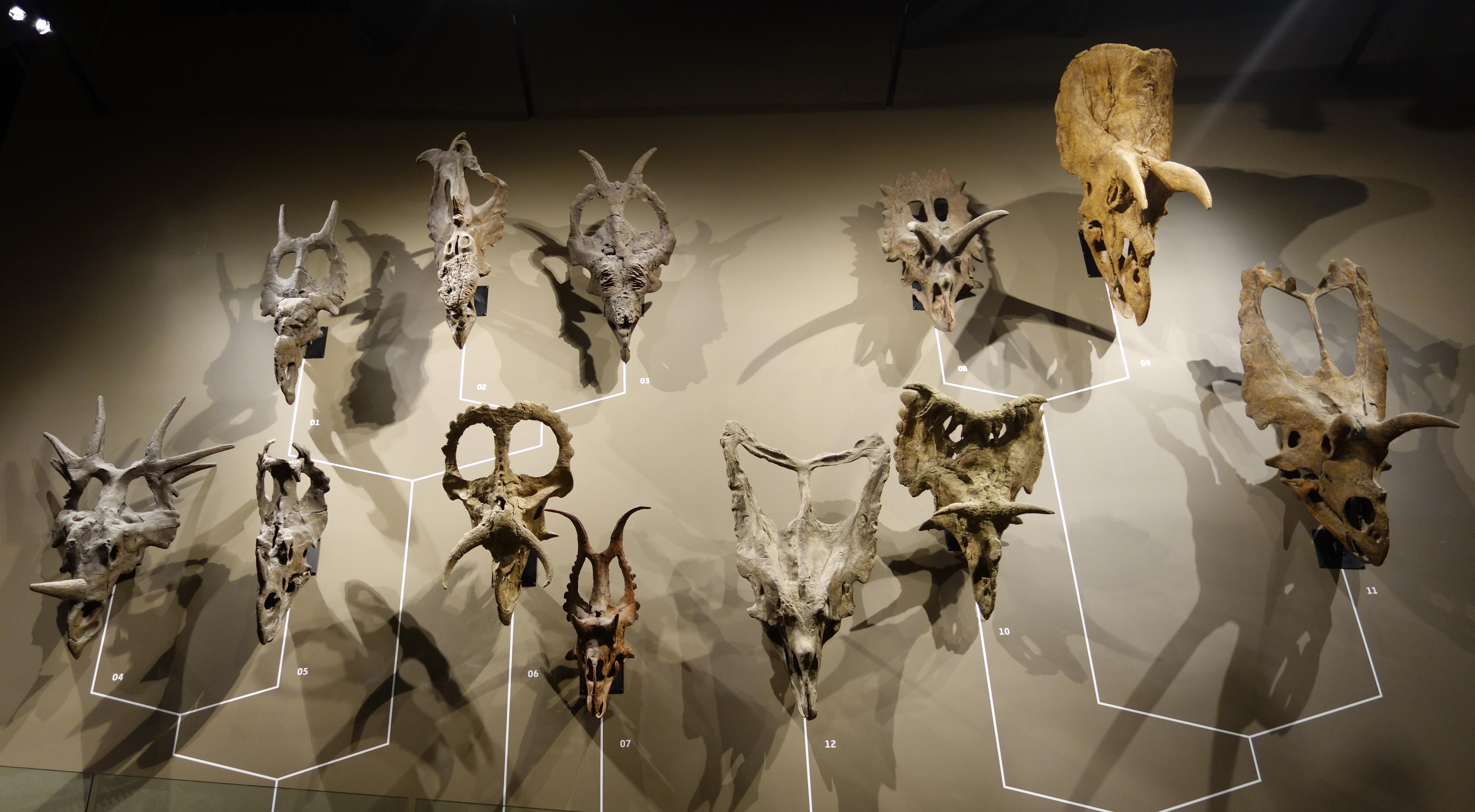
Vari crani di ceratopsidi posizionati in un albero filogenetico; Kosmoceratops al centro a destra (10)

Sono state proposte diverse funzioni per il collare e le corna dei ceratopsi, tra le quali il loro uso come strumenti difensivi contro i predatori o per le lotte intraspecifiche, per riconoscimento visivo tra individui della stessa specie, e per il controllo della temperatura, sebbene l'ipotesi dominante implichi che venissero usate come strumento di corteggiamento migliorando il successo riproduttivo. In un comunicato stampa del 2010 che presentava Kosmoceratops, Utahceratops e Vagaceratops, Sampson affermava che la maggior parte di queste "bizzarre caratteristiche" sarebbero state armi inefficaci contro i predatori, ma sarebbero state vantaggiose se usate per intimidire o combattere i rivali dello stesso sesso e attrarre individui del sesso opposto. Nel 2011, i paleontologi Kevin Padian e John R. Horner proposero che queste "bizzarre strutture" nei dinosauri (tra cui corna, collari ed epossificazioni) venissero utilizzate principalmente per il riconoscimento delle specie (per differenziare le specie simpatriche; specie correlate che vivevano nella stessa area allo stesso tempo) respingendo le altre ipotesi non supportate da prove. Notarono che molti grandi ceratopsi avevano grandi aperture nei loro collari, che rendevano la struttura più fragile, rendendoli di scarsa utilità difensiva, e che l'ampia varietà delle dimensioni e dell'orientamento delle corna non avesse una funzione ovvia per il combattimento. Sottolinearono, inoltre, che ci sono poche prove sul dimorfismo sessuale nei ceratopsi. Rispondendo a Padian e Horner nello stesso anno, il paleontologo Rob J. Knell e Sampson sostenne che mentre il riconoscimento delle specie potrebbe essere una funzione secondaria di queste "bizzarre strutture", la selezione sessuale era una spiegazione più probabile, per via dell'elevato costo di energie per lo sviluppo e il mantenimento di una struttura così vistosa, spiegando anche l'alta variabilità individuale all'interno delle specie. Hanno anche sottolineato che la mancanza di dimorfismo sessuale non preclude l'uso delle corna nelle competizioni intraspecifiche; i bovini maschi usano le loro corna per questo scopo mentre le femmine le usano principalmente per la difesa e solo secondariamente per selezione sessuale.
Nel 2013, i paleontologi David E. Hone e Darren Naish hanno criticato l '"ipotesi del riconoscimento della specie", sostenendo che nessun animale esistente utilizza tali strutture principalmente per il riconoscimento della specie e che Padian e Horner avessero ignorato la possibilità di una reciproca selezione sessuale (in cui entrambi i sessi fossero dotati di ornamenti cranici). Hone e Naish notarono che se lo scopo principale di queste strutture fosse stato il riconoscimento della specie, avrebbero differito maggiormente nella forma di una singola struttura perché le strutture aggiuntive sarebbero state ridondanti a costi aggiuntivi. I ceratopsi, ad esempio, avevano sviluppato corni nasali, corni frontali, sporgenze giuguli, linee mediane arricciate e bordi dentellati, nonché differenze nelle dimensioni del corpo e nelle proporzioni, mentre l'assenza o la presenza di un singolo corno sarebbe stata sufficiente per distinguersi tra specie simpatriche. Nel 2018, il paleontologo Andrew Knapp e i suoi colleghi hanno esaminato se i tratti ornamentali divergenti dei ceratopsi fossero correlati alla simpatria tra due o più specie, come previsto dall'ipotesi del riconoscimento della specie. Scoprirono che i modelli di visualizzazione differivano ampiamente nel complesso, mentre quelli delle specie simpatriche non differivano significativamente da quelli delle specie non simpatriche, concludendo che l'ipotesi non aveva un supporto statistico tra i ceratopsi.
Nel 2015, il biologo Pasquale Raia e colleghi hanno esaminato l'aumento evolutivo della complessità e delle dimensioni degli ornamenti degli animali (come collari, corna e fronzoli ossei) nel tempo, usando come esempio ammoniti, cervi e ceratopsi. La complessità dei fronzoli nei ceratopsi sembrava essere aumentata nelle specie più recenti e Kosmoceratops aveva i più alti valori di dimensioni frattali nel margine del collare (seguito da Styracosaurus, Diabloceratops e Centrosaurus). Gli autori hanno scoperto che la complessità degli ornamenti cranici aumentò con le dimensioni corporee, suggerendo che l'evoluzione della complessità dell'ornamento era un sottoprodotto della regola di Cope (che postula che il lignaggio di una popolazione tenda ad aumentare le proprie dimensioni corporee durante il suo percorso evolutivo). Sostennero che sebbene le dimensioni della maggior parte degli ornamenti possa essere controllata dalla selezione sessuale (e dal fatto che siano usati per impressionare i rivali o attrarre un compagno, o entrambi), non influenza la complessità e la forma, concludendo che probabilmente sono le dimensioni piuttosto che la forma degli ornamenti che si basa la selezione sessuale.

## Paleoecologia

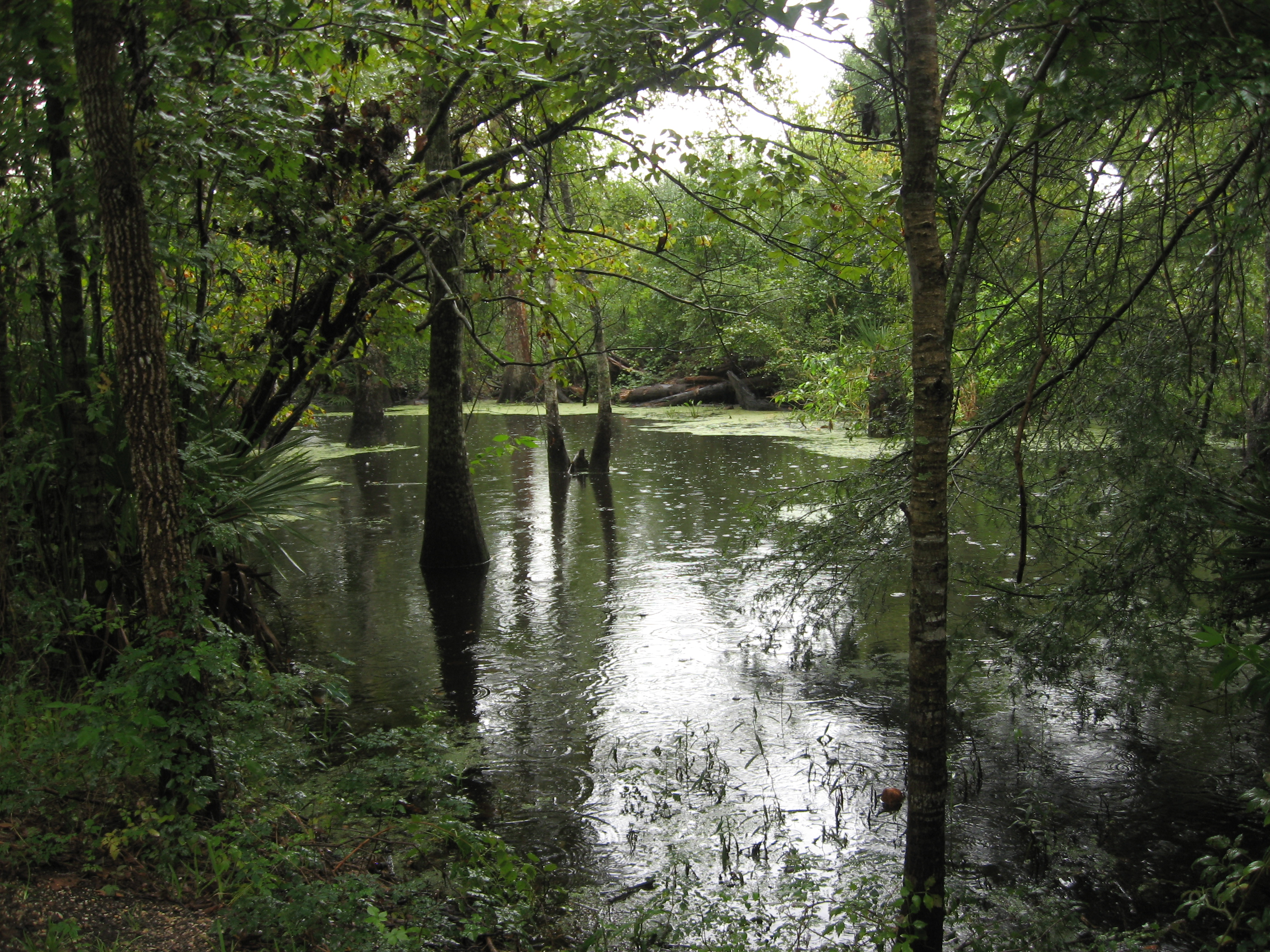
L'ambiente della Formazione Kaiparowits è stato confrontato con le paludi della Louisiana

Kosmoceratops è noto dalla Formazione Kaiparowits dello Utah, che risale al tardo Campaniano, del Cretaceo superiore, e si presenta in un intervallo stratigrafico che attraversa la parte superiore della sua unità inferiore con la parte superiore della sua unità centrale, in sedimenti risalenti a 76,4-75,5 milioni di anni fa. La formazione si è depositata nella parte meridionale di un bacino (il Bacino Interno Occidentale) sul margine orientale di una massa terrestre nota come Laramidia (un continente insulare costituito da quello che oggi è il Nord America occidentale) entro 100 chilometri (62 miglia) dal Mare Interno Occidentale, un mare poco profondo nel centro del Nord America che divideva il continente (la massa continentale orientale è conosciuta come Appalachia). Il bacino era ampio, piatto, a forma di mezzaluna e delimitato da montagne su tutti i lati e dal Mare Interno Occidentale a est. La formazione rappresenta un ambiente alluvionale rispetto alla pianura costiera umida, dominata da canali ampi e profondi con sponde stabili e paludi, stagni e laghi perenni delle zone umide. I fiumi scorrevano generalmente a ovest attraversando le pianure e sfociavano nel Mare Interno Occidentale; la regione costiera del Golfo degli Stati Uniti è sta indicata come un buon analogo moderno (così come le attuali paludi della Louisiana) di quello che era l'habitat della regione. La formazione conserva una gamma diversificata e abbondante di fossili, tra cui animali, piante e palinomorfi continentali e acquatici (microfossili organici).

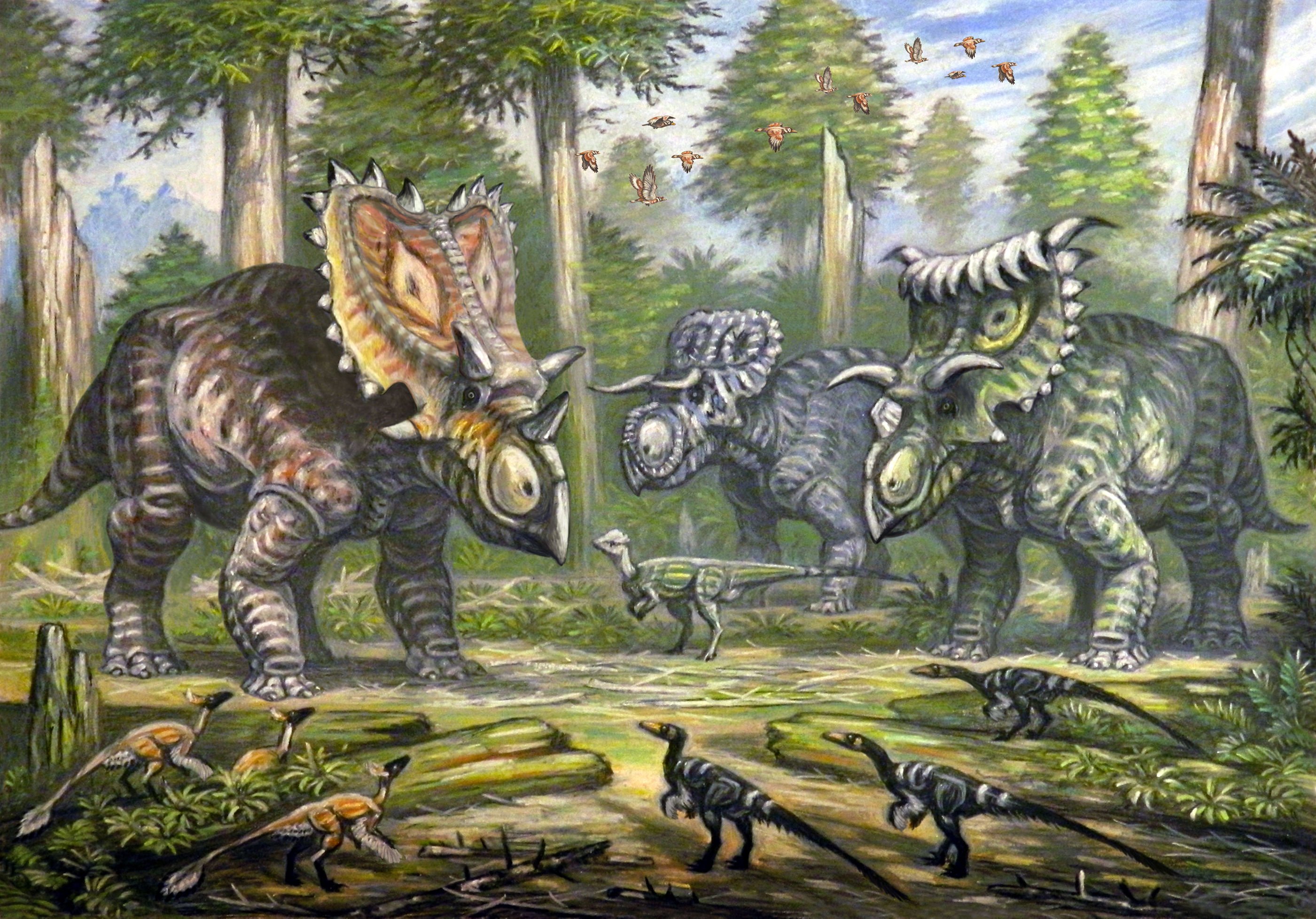
Tre ceratopsidi della Formazione Kaiparowits: Utahceratops, Nasutoceratops e Kosmoceratops (con un pachycephalosauro e vari paraviani)

Tra i dinosauri che condividevano il proprio habitat con Kosmoceraops vi erano anche altri ceratopsidi come il chasmosaurino Utahceratops, il centrosaurino Nasutoceratops, e un altro centrosaurino non ancora descritto, un pachycephalosauro indeterminato, l'ankylosauride Akainacephalus, un nodosauride indeterminato, gli hadrosauri Gryposaurus e Parasaurolophus, e un neornithischio basale indeterminato. I teropodi presenti nella zona includono il tirannosauride Teratophoneus, l'oviraptorosauro Hagryphus, un ornithomimide indeterminato, il troodontide Talos, alcuni dromaeosauridi indeterminati e l'uccello Avisaurus. Altri vertebrati presenti nella formazione includono coccodrilli (come Deinosuchus e Brachychampsa), tartarughe (come Adocus e Basilemys), pterosauri, lucertole, serpenti, anfibi, mammiferi e pesci. I due gruppi di vertebrati di grosse dimensioni più numerosi di questa formazioni sono gli hadrosauri e i ceratopsi (questi ultimi rappresentano circa il 14% dei fossili di vertebrati rinvenuti), il che potrebbe indicare la loro abbondanza nella fauna di Kaiparowits o rappresenterebbe un preservation bias (un tipo di bias di campionamento), in cui questi gruppi risultano i più numerosi per via della loro struttura ossea più robusta e che tende a fossilizzarsi più facilmente. All'interno della formazione sono state ritrovate anche uova di dinosauro. Le paludi e le zone umide erano dominate da cipressi alti fino a 30 metri (98 piedi), felci e piante acquatiche tra cui lenticchie d'acqua giganti, lattughe d'acqua e altre angiosperme galleggianti. Le aree asciutte erano dominate prevalentemente da boschi composti da alberi dicotiledoni che potevano raggiungere i 10-20 metri (33-66 piedi) d'altezza e occasionali palme, con un sottobosco ricco di felci. Le aree più lontane dalle zone umide erano dominate da conifere alte fino a 30 metri (98 piedi), con un sottobosco ricoperto di cicadee, piccoli alberi dicotiledoni, cespugli, e presumibilmente felci.
Nel 2010, il paleontologo Michael A. Getty e i suoi colleghi hanno esaminato la tafonomia dell'olotipo e dell'esemplare subadulto UMNH VP 16878 e le circostanze sedimentologiche in cui si sono conservati. L'esemplare olotipo è più o meno articolato ed è stato ritrovato in un'arenaria di silt in un canale di un facies (il record di roccia sedimentaria di un ambiente), il che è coerente con ciò con lo stato della carcassa che è stata probabilmente spazzata via dalla corrente di un fiume, venendo ricoperta molto velocemente dai sedimenti. Gli arti e parte della coda potrebbero essere andati perduti a causa degli spazzini o per la decomposizione prima che la carcassa venisse ricoperta di sedimenti. Le parti mancanti dal lato sinistro del cranio andarono perse per via l'erosione della matrice prima che l'esemplare venisse scoperto. Poiché all'epoca gran parte dello scheletro era ancora in fase di preparazione, i ricercatori non erano in grado di esaminarlo alla ricerca di segni di predazione e saprofagia. L'esemplare subadulto UMNH VP 16878 è stato ritrovato sparso su un'area di 3 metri quadrati, e l'alto grado di disarticolazione e delle parti rotte indicano che l'esemplare si fosse decomposto prima che venisse ricoperto di sedimenti fangosi. Levitt riferì che ogni osso dell'esemplare subadulto o dell'esemplare adulto UMNH VP 21339 sembrava essere stato rotto prima di depositarsi, e la sua matrice è composta da siltite e arenarie, il che suggerisce che lo scheletro si sia depositato e fossilizzato in un ambiente stagnoso.

### Paleobiogeografia

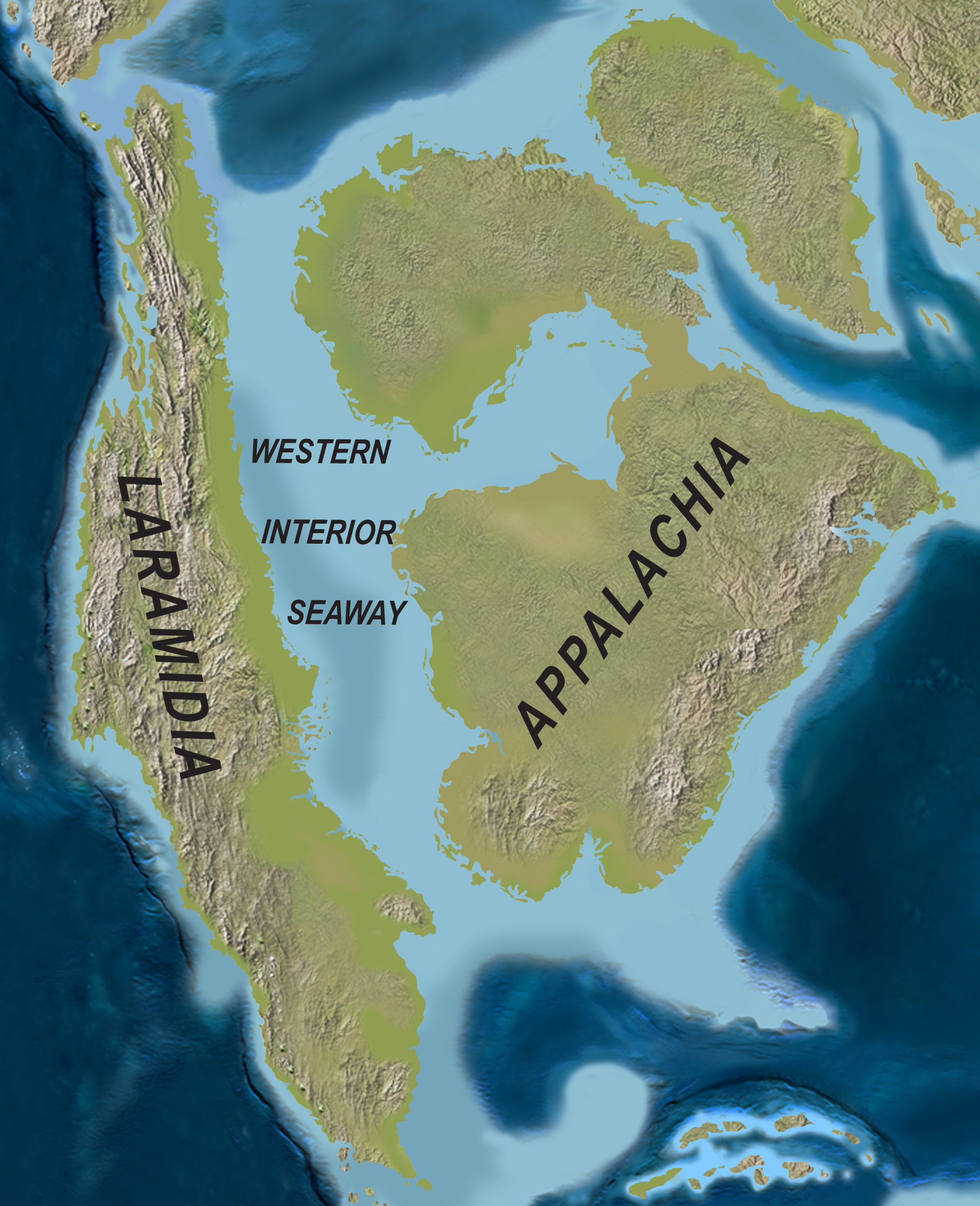
Paleomappa del Nord America durante il Campaniano; Kosmoceratops viveva nel sud di Laramidia (in basso a sinistra).

Sebbene Laramidia rappresentasse solo il 20% di quello che oggi è il Nord America, fu teatro di una notevole radiazione evolutiva dei dinosauri, tra cui i comuni hadrosauri e ceratopsi. È stato ipotizzato che durante il Campaniano e il Maastrichtiano, Laramidia fosse suddivisa in diverse "province" latitudinali di dinosauri o di biomi, il cui confine poteva essere tracciato attorno allo Utah settentrionale e Colorado; sia hadrosauri sia ceratopsi sono noti sia dal nord sia dal sud del continente, ma differiscono tra loro a livello di genere a specie in base alla latitudine. Questa ipotesi è stata contestata; uno di queste voci contrarie afferma che questi assembramenti di dinosauri nel nord e nel sud durante questo periodo non erano coevi ma riflettono una distribuzione tassonomica nel tempo, il che dà l'illusione di "province" geograficamente isolate e che gli assemblaggi distinti possono essere un artefatto di distorsioni campionarie tra formazioni geologiche. A causa della mancanza di fossili datati della Laramidia meridionale, questa idea è difficilmente testabile, ma le scoperte nella Formazione Kaiparowits hanno permesso di aumentare le nostre conoscenze sui vertebrati fossili della regione durante il Cretaceo superiore. Le radiazioni evolutive dei ceratopsidi sembrano essere state limitate sia nel tempo che geograficamente (il turnover delle specie era elevato, e ognuna di esse prosperava per meno di un milione di anni), e la maggior parte dei taxa sono noti dagli ultimi sedimenti cretacei del Bacino Interno Occidentale, quindi sembra abbiano avuto origine e diversificatosi a Laramidia.
La scoperta di Kosmoceratops e Utahceratops ha notevolmente aumentato il numero di chasmosaurini conosciute dal Bacino Interno Occidentale. Sampson e colleghi hanno interpretato ciò come una delle prove più forti a supporto dell'idea delle "province" dei dinosauri nella loro descrizione del 2010. Hanno, inoltre, sottolineato che, a differenza del Maastrichtiano, il precedente stadio Campaniano aveva un assemblaggio di dinosauri campionato migliore, diversificato e di ampia portata, oltre a dati geografici e stratigrafici più precisi. Le gamme stratigrafiche di Kosmoceratops e Utahceratops mostrano che quest'ultimi vissero nello stesso tempo e probabilmente negli stessi ecosistemi, cosa rara tra i ceratopsidi. Secondo Sampson e colleghi, la datazione geocronologica indica che il breve intervallo geologico conservatosi all'interno della Formazione Kaiparowits era contemporaneo alla Formazione Dinosaur Park dell'Alberta e seguiva altre formazioni nel nord (in particolare la Formazioni Judith River superiore e la Formazione Two Medicine) e nel sud-est (le formazioni Fruitland e Aguja), con una breve durata, una sovrapposizione nel tempo ed un intervallo longitudinale che consente confronti significativi tra di loro. Il fatto che Kosmoceratops e Utahceratops non fossero strettamente correlati tra loro o con Chasmosaurus e Mojoceratops dalla coeva Formazione Dinosaur Park, e che Vagaceratops dall'Alberta si sovrapponesse con Pentaceratops dal Nuovo Messico, sono state citate da Sampson e colleghi come prova contro l'affermazione che gli assemblaggi di dinosauri del nord e del sud non fossero coevi durante questo periodo.

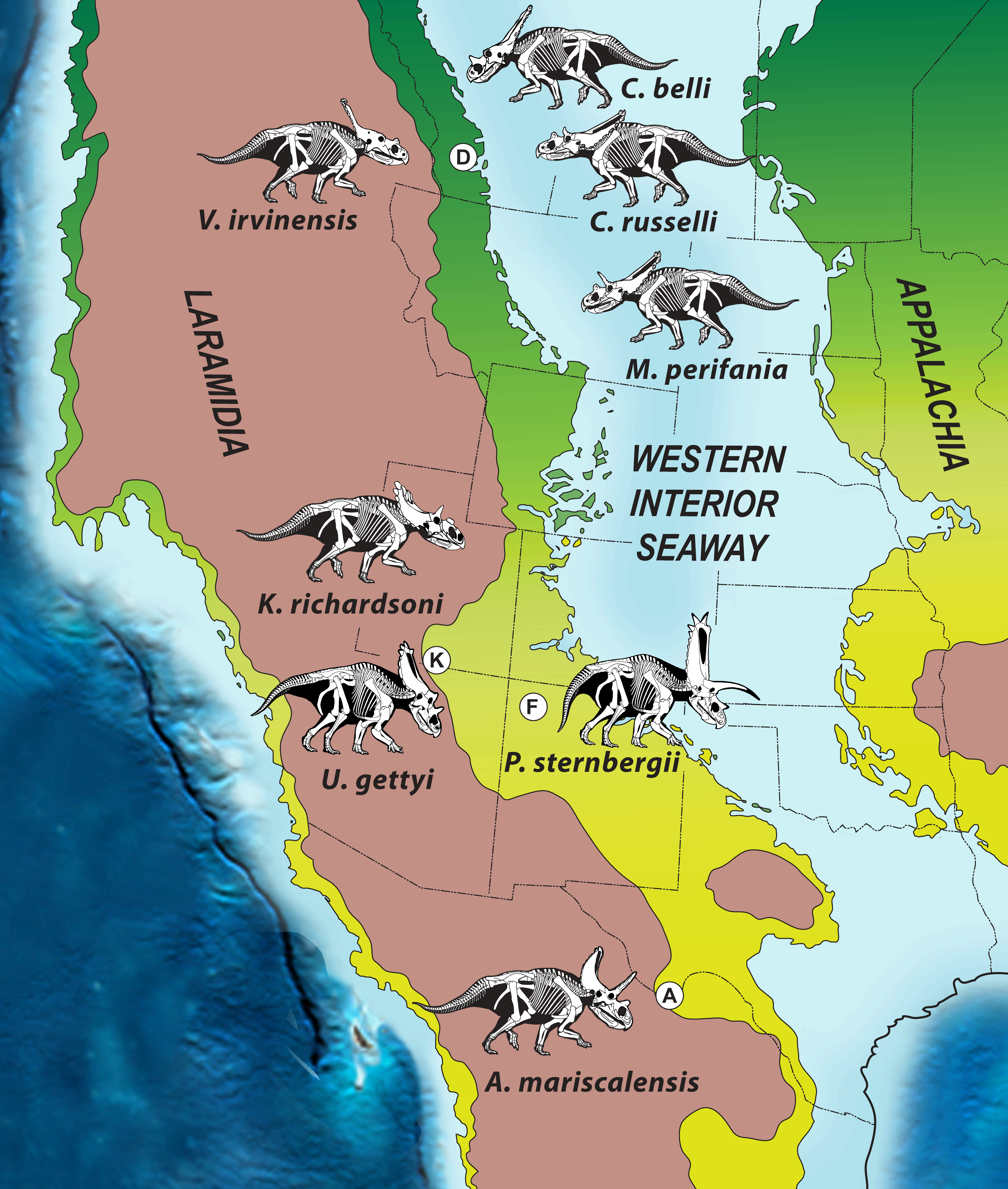
Distribuzione paleobiogeografica dei chasmosaurini in Laramidia durante il tardo Campaniano; K è la Formazione Kaiparowits

Sampson e colleghi affermarono che il loro studio è stato il primo a documentare l'endemismo intracontinentale all'interno di popolazioni di dinosauri (con taxa di chasmosaurini distinti che si trovano contemporaneamente nel nord e nel sud di Laramidia), suggerendo una sequenza di eventi nell'evoluzione dei chasmosaurini che hanno trovato coerenti con le prove filogenetiche, stratigrafiche e biogeografiche. Secondo loro, i chasmosaurini ebbero origine in Laramidia, circa 80-90 milioni di anni fa, e si dispersero su gran parte di questa massa terrestre circa 77 milioni di anni fa. A questo punto, era apparsa una barriera nell'area dello Utah e del Colorado, impedendo agli animali di disperdersi tra la Laramidia settentrionale e meridionale e portando alla creazioni di due "popolazioni" distinte: i chasmosaurini settentrionali e meridionali (e probabilmente ad altri clade animali) evolutesi indipendentemente attraverso vicariato, all'interno di centri di endemismo separati disposti a latitudini, circa 77,0-75,8 milioni di anni fa. Dopo che la barriera si dissolse, circa 75,7 milioni di anni fa, il lignaggio Kosmoceratops (rappresentato da Vagaceratops) fino ad allora limitato alla Laramidia meridionale si disperse a nord, dando origine a tutti i chasmosaurini successivi, come Anchiceratops e Triceratops.
Sebbene i dinosauri del Campaniano superiore di Laramidia fossero più grandi della maggior parte dei grandi animali moderni (che richiedono grandi spazi per specie a causa delle specifiche esigenze alimentari elevate), Sampson e colleghi hanno scoperto che quest'ultimi avevano bisogno di spazi per specie più piccoli, il che è sconcertante vista l'alta diversità di dinosauri presenti a Laramidia. Sebbene apparentemente abitassero almeno due regioni semi-isolate, non ci sono prove di una barriera di dispersione e le temperature erano meno variabili rispetto ad oggi. I dinosauri sembrerebbero essere stati sensibili alla zonazione latitudinale dell'ambiente (potenzialmente a causa di fisiologie abbassate o ambienti più produttivi), che probabilmente sono persistiti per almeno 1,5 milioni di anni. Le alternative all'esistenza di una barriera includono che le "province" fossero separate da zone di miscelazione faunistica, o che c'era un gradiente continuo o cline per tutta l'altitudine, senza zone endemiche distinte. Le possibili barriere fisiche alla dispersione includono una catena montuosa non identificata da est a ovest, inondando le regioni pianeggianti dal Mare Interno Occidentale (che avrebbe temporaneamente eliminato gli habitat a bassa quota nella Laramidia centrale), o un importante sistema fluviale. Sampson e colleghi hanno ritenuto più probabile che ci fosse stata una barriera paleoclimatica o paleoambientale alla dispersione di questi animali (un'idea supportata da diversi tipi di polline nella Laramidia settentrionale e meridionale), ma ha osservato che sono necessarie ulteriori prove per studiare la natura della separazione tra le province faunistiche di Laramidia.
Nel 2012, il paleontologo Terry A. Gates e colleghi hanno suggerito che l'aumento della biodiversità dei dinosauri nordamericani durante il Campaniano fosse dovuta ad eventi orogenici (che hanno portato a cambiamenti nella crosta terrestre in cui si incontrano le placche continentali) nel Bacino Interno Occidentale, incluso l'incipiente confluenza tra la settima fascia orogena e la tettonica a zolle su Laramidia, che formò una catena montuosa che isolò popolazioni di ceratopsidi ed hadrosauridi portando alla loro diversificazione. Suggerirono, quindi, che la divisione di Kosmoceratops e Vagaceratops dal clade che includeva Anchiceratops e Triceratops è stata causata da un vicariato o da un evento di dispersione. Dopo aver concluso nel 2014 che Vagaceratops era più strettamente correlato a Chasmosaurus rispetto a Kosmoceratops, Campbell suggerì che Vagaceratops fosse originario della Laramidia settentrionale, ipotizzando che fosse migrato lì da sud, come venne rivendicato da Sampson e colleghi (nominandolo, "faccia cornuta errante", un termine improprio).

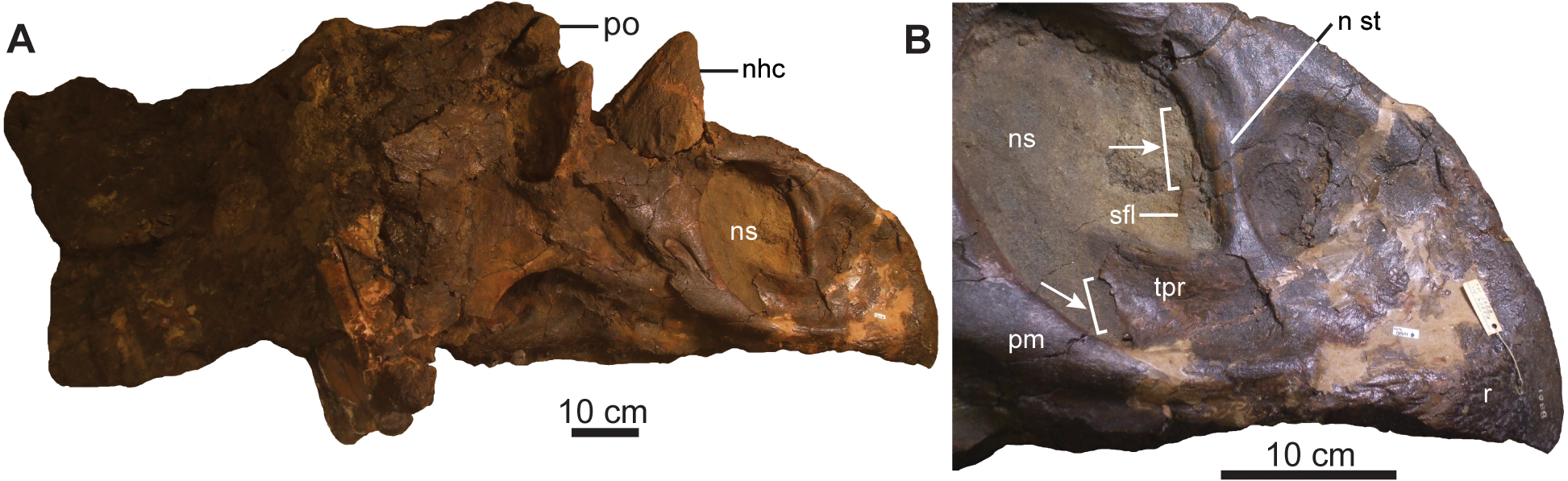
Esemplare CMN 8801, un cranio parziale dall'Alberta assegnato a Kosmoceratops sp. nel 2014 (che avrebbe importanti implicazioni paleobiogeografiche), ma assegnato a Chasmosaurus nel 2016

Con l'assegnazione nel 2014 del cranio CMN 8801 a Kosmoceratops sp. e la denominazione di una nuova specie di Pentaceratops (P. aquilonius), entrambi provenienti dalla Formazione Dinosaur Park dell'Alberta, Longrich ha argomentato contro l'idea di distinte province di dinosauri del nord e del sud, poiché i due generi erano ora conosciuti sia dal sud-est che dal nord del Nord America. Poiché gli animali del nord differivano dalle loro controparti meridionali, accettò fosse presente un significativo endemismo durante il Campaniano, ma scoprì che i lignaggi dei dinosauri erano in grado di disperdersi per lunghe distanze e non erano vincolati da barriere geografiche, clima o flora, ma l'endemismo invece era il risultato di popolazioni consolidate (e adattate localmente) che escludevano i dinosauri migranti attraverso la competizione. Nel 2016, Campbell e colleghi hanno assegnato CMN 8801 a Chasmosaurus e sostennero l'idea che Kosmoceratops fosse limitato alla Laramidia meridionale. Lo stesso anno, Mallon e colleghi scoprirono che P. aquilonius era un nomen dubium non valido (nome incerto) e concordarono con l'ipotesi di una barriera di dispersione tra il nord e il sud della Laramidia. Essi suggerirono che la stretta relazione tra Kosmoceratops e Spiclypeus del Montana nel nord indicava che vi era stata una connessione geografica di breve durata, tra le due province.
Nel 2016, il paleontologo Spencer G. Lucas e i suoi colleghi criticarono l'idea della provincialità dei dinosauri nel nord e nel sud del Laramidia, e definirono la causa dell'endemismo tra i vertebrati non-dinosauri debole, e quella dei dinosauri problematica, poiché sono stati usati principalmente alcuni taxa di chasmosaurini per identificarlo. Respinsero l'idea dell'endemismo e della provincialità dei dinosauri per via di alcuni problemi sorti con il campionamento (l'impressione che i dinosauri si siano diversificati durante il Campaniano è il risultato della densa documentazione fossile di questo periodo), una mancanza di barriere topografiche che avrebbero diviso le province (Gates e colleghi avevano presumibilmente frainteso gli effetti topografici dell'orogenesi su Laramidia), la mancanza di differenze climatiche o nella vegetazione significative, le decisioni tassonomiche che erano state coinvolte nella percezione dell'idea, la diacronità (differenza di età) della maggior parte dei complessi fossili che ne impediscono l'uso nelle analisi biogeografiche e che le conclusioni di coloro che sostengono l'idea non sono uniformi e compromettono le loro argomentazioni. Ad esempio, hanno sottolineato che, contrariamente a quanto affermato da Sampson e colleghi, Kosmoceratops e Utahceratops non erano contemporanei a Vagaceratops (che era più giovane) e tutti erano più vecchi di Pentaceratops. Lucas e colleghi hanno ammesso che era presente un leggero endemismo che non poteva essere giustificato dai pregiudizi del campionamento, ma hanno concordato con Longrich che ciò potrebbe essere dovuto alla competizione o alla specializzazione nella dieta degli animali.
Nel 2017, Fowler ha sottolineato che l'età della Formazione Kaiparowits utilizzata da Sampson e colleghi per dimostrare che Kosmoceratops e Utahceratops fossero coevi con i chasmosaurini di altre formazioni settentrionali, era stata calibrata diversamente da quelle delle altre formazioni. Quando venne ricalibrata secondo gli stessi standard, venne dimostrato che la sovrapposizione stratigrafica tra questi taxa non era stata riconosciuta. Invece, solo la parte inferiore della Formazione Kaiparowits si sovrappone alla Formazione Dinosaur Park. Tuttavia, questa parte della formazione non contiene Kosmoceratops e Utahceratops, mentre resti frammentari suggeriscono che alcuni taxa erano condivisi tra le formazioni di questo intervallo. Fowler trovò quindi più probabile che le differenze nei taxa di dinosauri tra le formazioni fossero dovute al campionamento di diversi livelli stratigrafici, piuttosto che alla segregazione biogeografica, una spiegazione ritenuta più probabile anche per le differenze tra la Formazione Kaiparowits e le formazioni Fruitland e Kirtland.